# Marocco
Il Marocco, ufficialmente Regno del Marocco (in arabo المملكة المغربية‎?, al-Mamlaka al-Maghribiyya; in berbero ⵜⴰⴳⴻⵍⴷⵉⵜ ⵏ ⵍⵎⴻⵖⵔⵉⴱ, Tageldit n Lmeɣrib), è uno Stato nordafricano del Maghreb bagnato dal Mar Mediterraneo e dallo stretto di Gibilterra nella parte settentrionale e dall'Oceano Atlantico a ovest e confinante con l'Algeria a est, con tre exclavi spagnole a nord e con i territori rivendicati del Sahara Occidentale a sud. La capitale è Rabat.
Abitato fin dalla preistoria da popolazioni berbere, il Paese conobbe diverse civiltà, tra le quali i Fenici, i Cartaginesi, i Romani, i Vandali e i Bizantini, ma l'impronta più forte venne lasciata dagli Arabi, giunti nel Medioevo e che diffusero l'islam. Varie dinastie islamiche, tra le quali gli Idrisidi, gli Almoravidi, gli Almohadi, i Merinidi, i Wattasidi, i Sa'diani e gli Alawidi, si susseguirono nei secoli. Il Marocco conobbe poi l'ingerenza di potenze occidentali, in particolare dei portoghesi, fino a essere reso protettorato di francesi e spagnoli. Il Paese riottenne l'indipendenza nel 1956.
Attraversato dalle catene montuose dell'Atlante e del Rif, il territorio del Paese si compone di zone temperate e dal clima mediterraneo e di zone desertiche. Culturalmente il Paese si compone di due anime principali: quella araba, maggioritaria nelle regioni pianeggianti, e quella berbera, maggioritaria nelle zone montuose. La religione più diffusa è l'islam e vi è un'importante comunità ebraica. Il Marocco è una monarchia costituzionale. L'economia è dominata dall'agricoltura, dall'estrazione di fosfato e dal turismo.

## Etimologia
Il toponimo Marocco deriva dal nome della città di Marrakesh, traslitterazione francofona dell'arabo Marrākuš, derivato a sua volta dal termine berbero Mur-Akush (ossia Terra di Dio), che nel Medioevo era conosciuta in Europa come "Città di Marocco"; il nome di Marrakesh (o anche Marrakech) venne assegnato alla città dal suo fondatore Yūsuf ibn Tāshfīn.

## Storia
Nuove datazioni del 2017 su ritrovamenti rinvenuti nel 1961 nel sito archeologico di Jebel Ighoud (in arabo جبل إيغود‎?, Jabal Īghūd), sposterebbero l'origine dell'Homo sapiens a circa 300 000 anni fa.. Alcuni petroglifi sono stati trovati nel Sahara.
Abitato fin dalla preistoria da popolazioni berbere, il Marocco conobbe la colonizzazione di vari popoli come i Fenici, i Cartaginesi, i Romani, i Vandali, i Bizantini e, infine, gli Arabi.
Il dominio delle dinastie islamiche ha avuto sul Paese una grandissima influenza a partire dal VII secolo (divenendo in alcuni periodi centro di vasti imperi), mentre è al XIX secolo, (non contando le colonie portoghesi a partire dal 1578, poi passate alla Spagna) che risalgono le prime infiltrazioni coloniali della Francia e della Spagna.
Il Marocco diventa protettorato nel 1912, poi è tra i primi Paesi del continente africano a diventare indipendente nel 1956, dopo diverse rivolte, guidato dal sultano Mohammed V. Il Marocco ha mantenuto la monarchia dopo l'indipendenza.

## Geografia

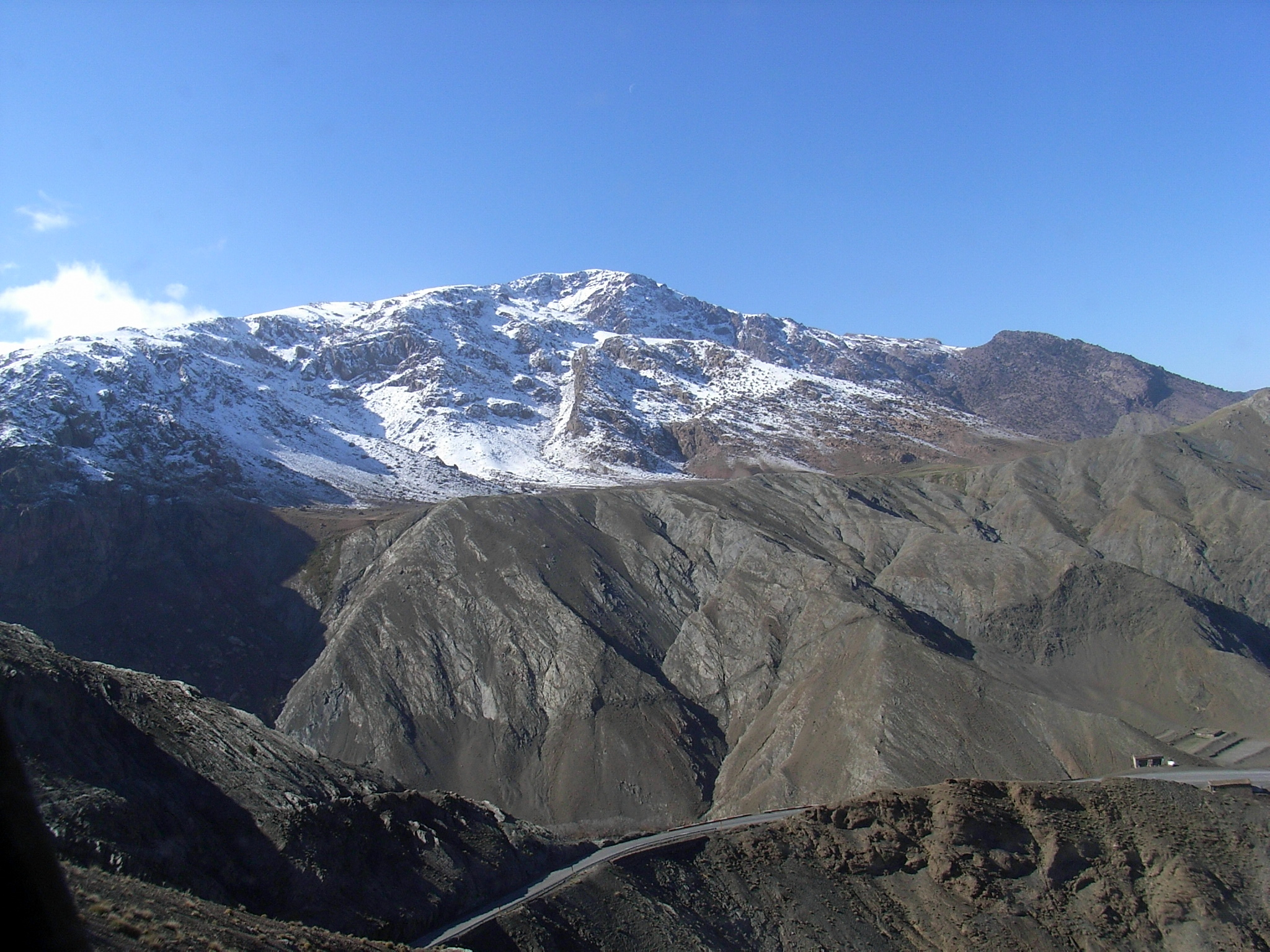
Le montagne dell'Alto Atlante

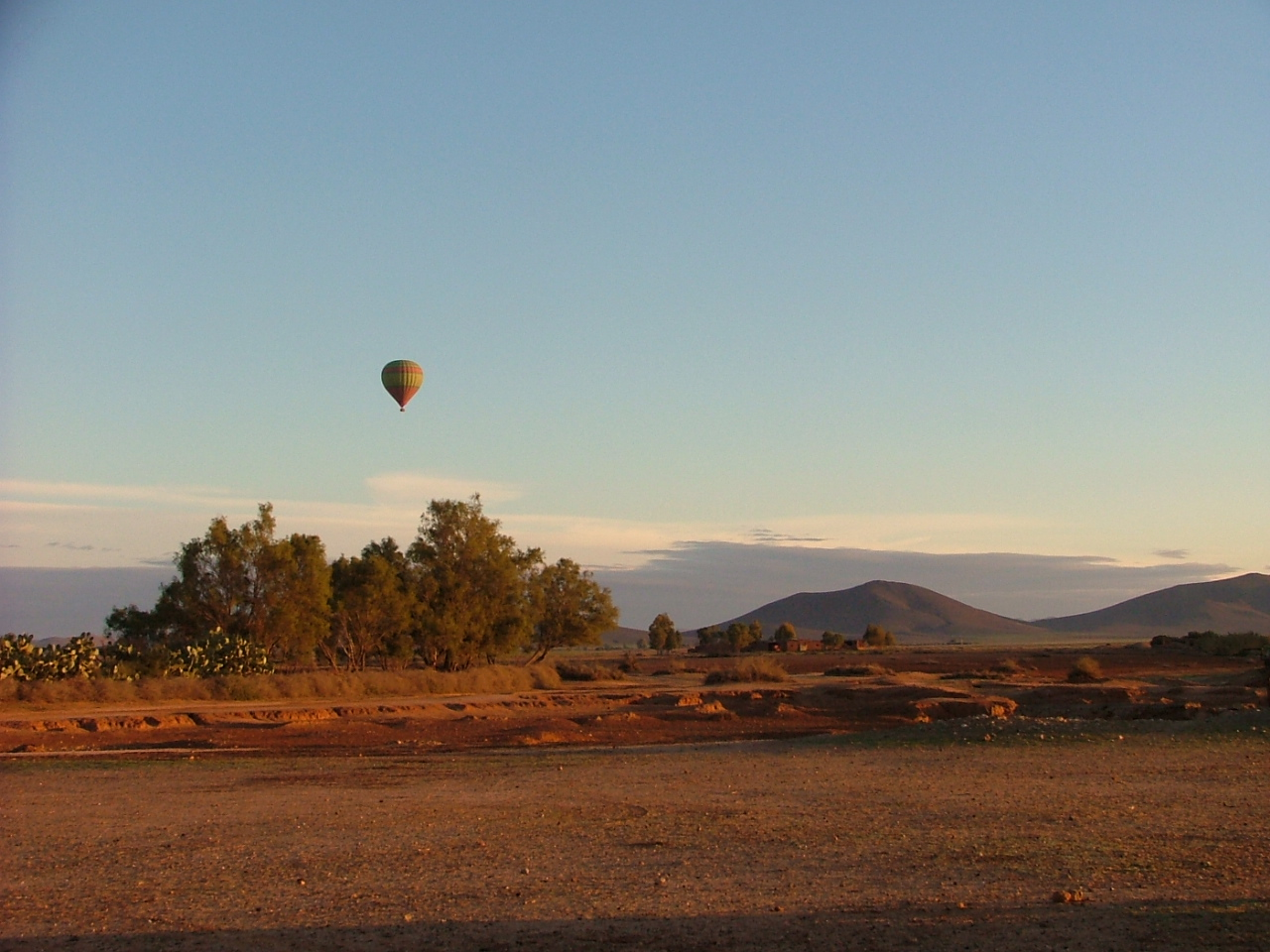
Regione di Marrakech

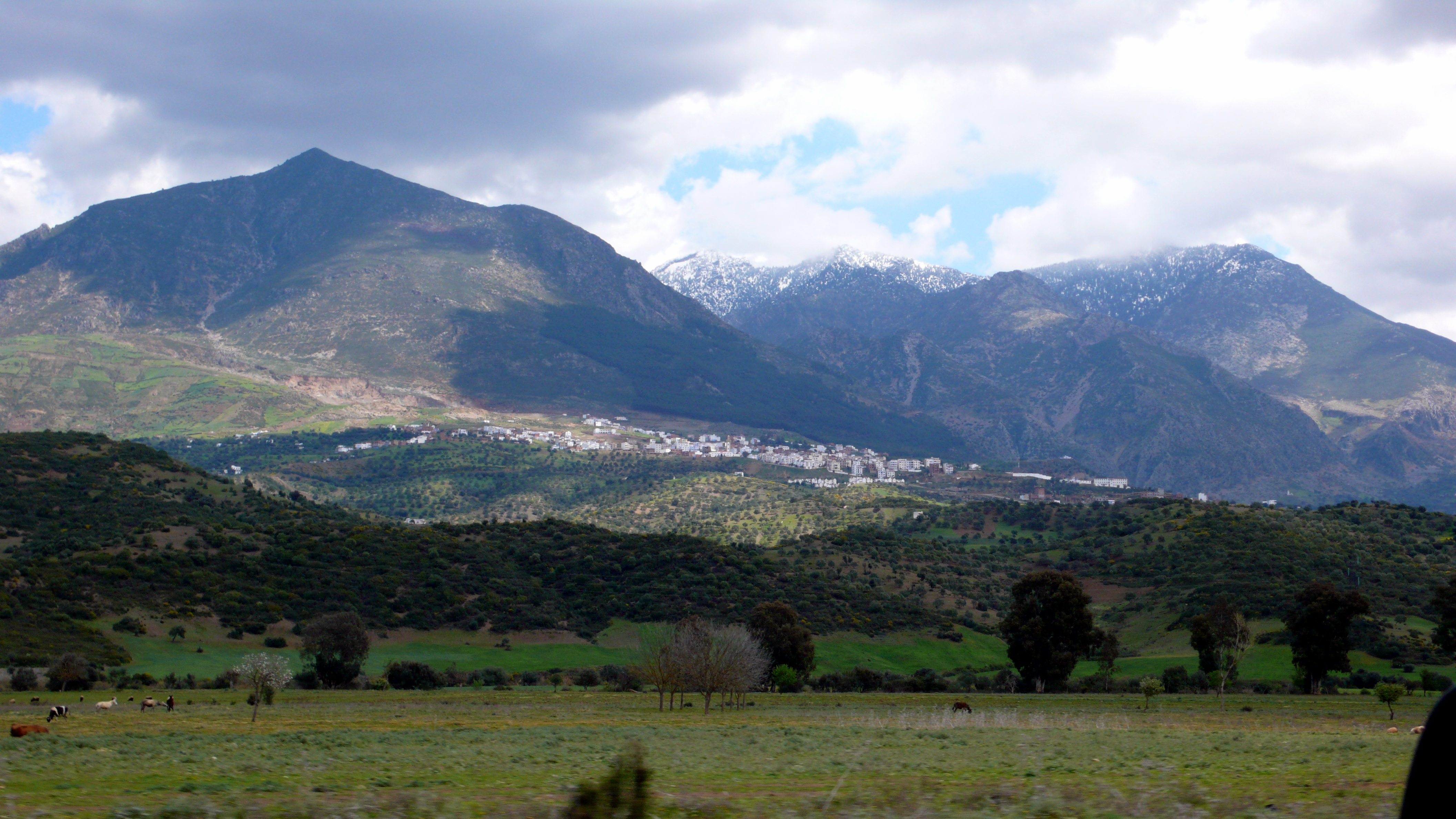
Montagne del Rif nei pressi di Chefchaouen

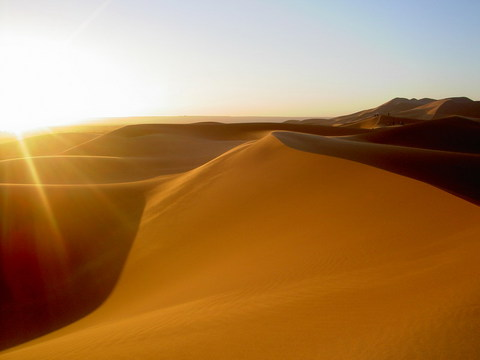
Sahara marocchino

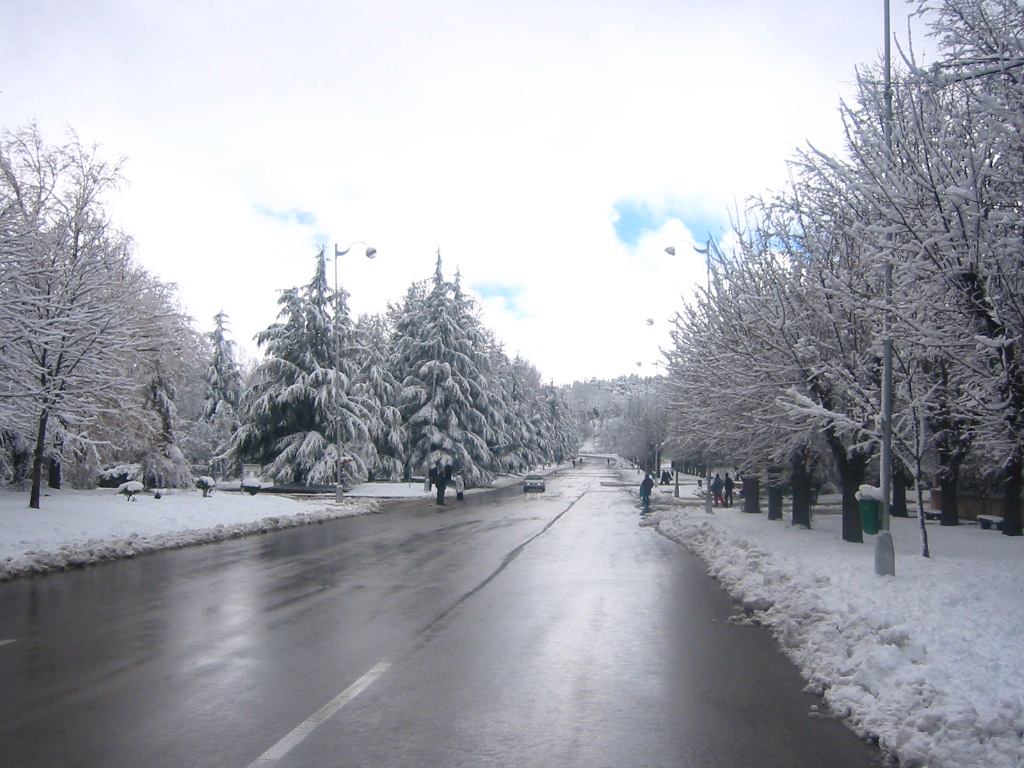
Ifrane, soprannominata "Piccola Svizzera"

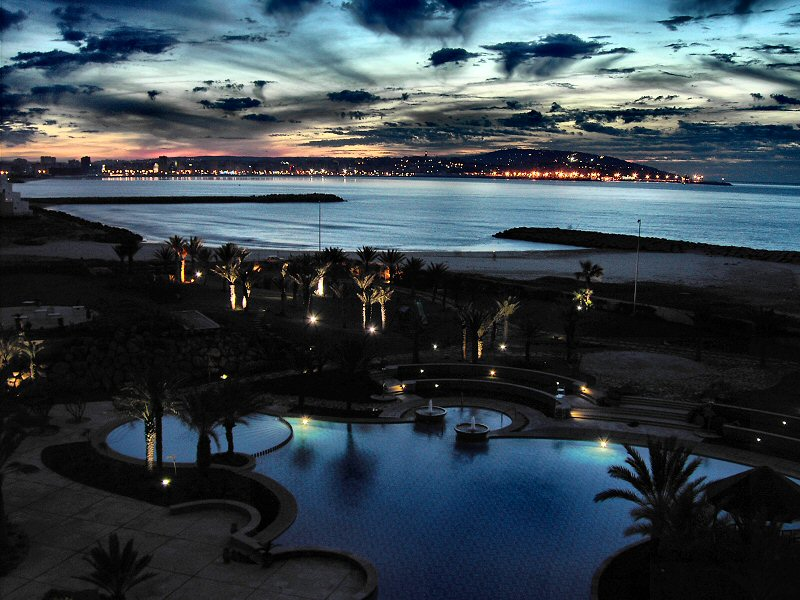
Malabata, Tangeri

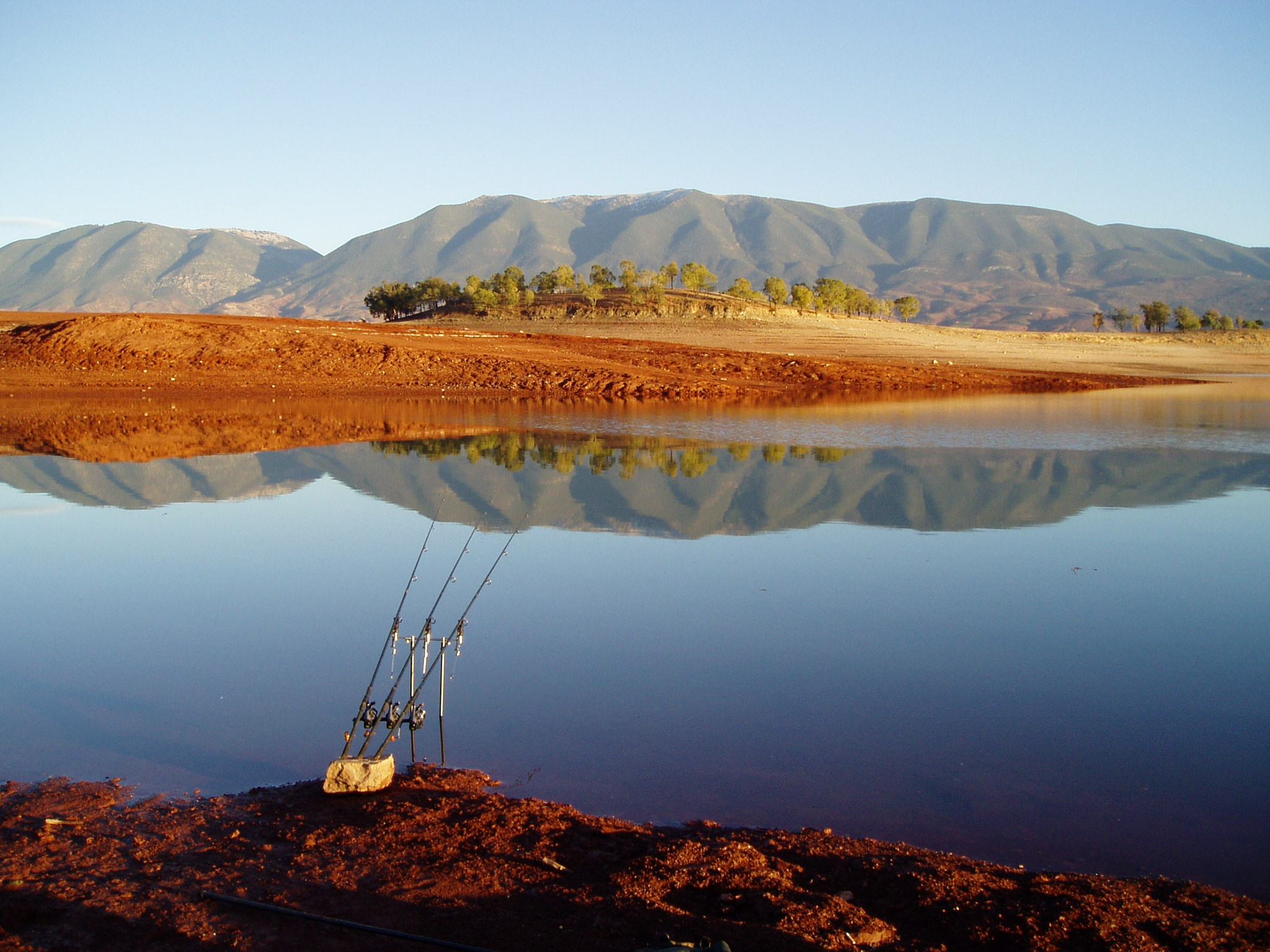
Il fiume Bin el Ouidane nei pressi di Béni Mellal

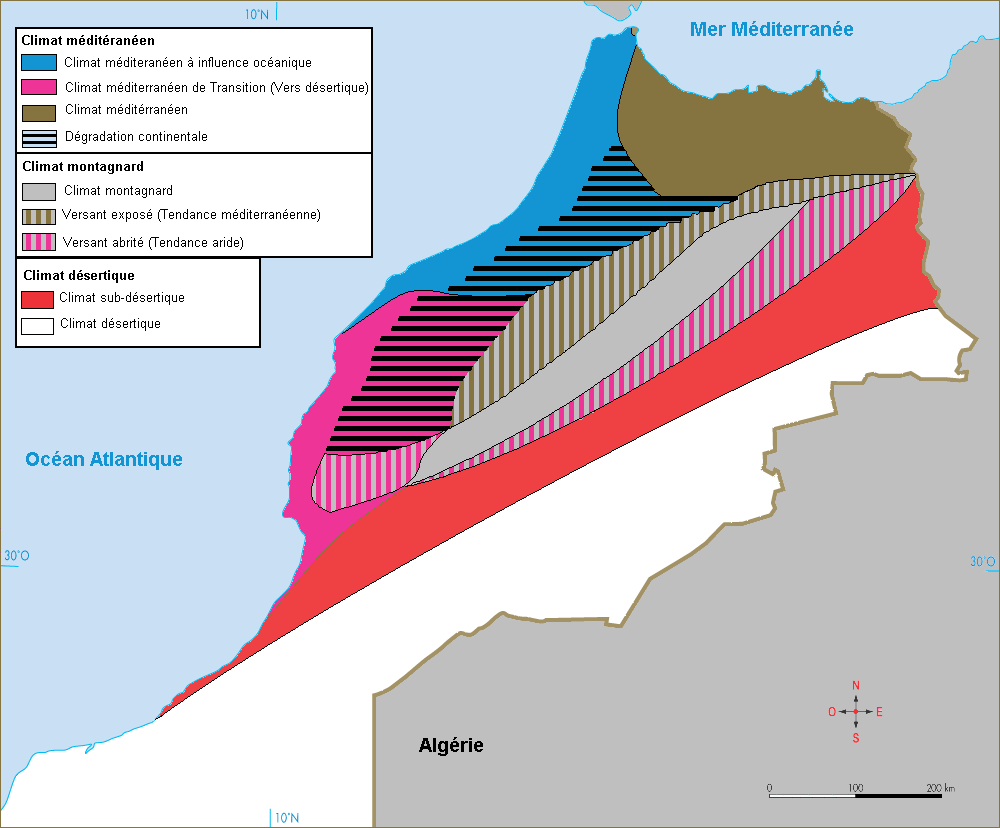
Mappa climatica del Marocco

Il Marocco è un Paese dell'Africa settentrionale che confina con l'Algeria a est, con il Sahara Occidentale a sud-ovest e si affaccia a nord al Mar Mediterraneo, a ovest all'Oceano Atlantico. Si estende su una superficie di 458745 km².
I confini del paese riconosciuti a livello internazionale si trovano tra le latitudini 27 ° e 36 ° N e le longitudini 1 ° e 14 ° O. Considerando anche il Sahara Occidentale, il Marocco si trova principalmente tra 21 ° e 36 ° N e tra 1 ° e 17 ° O.

### Morfologia
La geografia del Marocco è caratterizzata dalla presenza di due grandi catene montuose: la catena del Rif, a ridosso della costa mediterranea, e quella dell'Atlante che attraversa tutto il Paese da sud-ovest a nord-est e ha vette che superano i 4000 m s.l.m.
Nella parte più meridionale del Marocco si incontra il grande deserto del Sahara in corrispondenza del quale la presenza di insediamenti umani diventa estremamente rarefatta.

#### Montagne
Il Marocco è segnato dalla presenza della catena montuosa dell'Atlante che lo attraversa diagonalmente da nord-est, in corrispondenza del confine settentrionale con l'Algeria, a sud-ovest, dove incontra l'oceano Atlantico all'altezza delle città di Agadir e Sidi Ifni.
La catena montuosa dell'Atlante si sviluppa attraverso le cime dell'Anti Atlante, che toccano un massimo di 2060 m, nel sud ovest del paese, quelle dell'Alto o Grande Atlante, a cui appartiene il Jbel Toubkal che con i suoi 4 167 m è il più alto del paese e del Nordafrica; appare da Marrakech come una barriera scoscesa, ricca di rocce cristalline, scisti e granito, ricoperto costantemente di neve. Sempre nel sud ovest del paese, quelle del Medio Atlante nel nord del Marocco che arrivano a 3350 m di altitudine, e quelle dell'Atlante Sahariano che arrivano ai 1 888 m.

### Idrografia

#### Fiumi
I principali fiumi del Marocco hanno generalmente un andamento da sud verso nord o nord ovest, seguendo il tragitto che dai monti dell'Atlante, con il loro regime irregolare, li porta a sfociare nel Mar Mediterraneo o nell'Oceano Atlantico. Quando invece scorrono verso sud, verso i confini con l'Algeria assumono la caratteristica di fiumi stagionali.
Questi corsi d'acqua, per la scarsità delle precipitazioni e per la morfologia dalla catena montuosa dell'Atlante, non sono adatti per la navigazione, ma sono intensamente sfruttati per l'irrigazione e la produzione di energia idroelettrica.
Tra i maggiori fiumi del Marocco troviamo la Muluia, che nasce dai monti dell'Atlante, nei pressi della città di Midelt, e dopo circa 600 km sfocia nel Mar Mediterraneo, vicino ai confini con l'Algeria; il fiume Oum Er-Rbia, lungo circa 1000 km, mentre il più lungo del Paese è il Draa, lungo circa 1100 km. Oum Er-Rbia che nasce non distante dalla Muluia, e che si dirige verso l'Oceano Atlantico, dove alla sua foce sorge la città di Azemmour. Un altro fiume importante del Paese è il Sebou, che nasce anch'esso dai monti dell'Atlante e si tuffa nell'Atlantico non lontano dalla città di Kenitra.

#### Laghi e lagune
In Marocco i laghi sono poco numerosi e di piccole dimensioni, a causa dell'intensità dell'evaporazione e dell'alluvionamento. Nel complesso le risorse idriche del Paese presentano una grande varietà di aspetti, ma in sostanza (pur essendo considerevoli) non sono certo abbondanti. Perciò, data anche la stagionalità delle precipitazioni, l'acqua rappresenta per il Marocco un problema fondamentale, che condiziona l'intero sviluppo del settore agricolo del Paese.

### Clima
La notevole estensione del territorio del Marocco e la sua particolare morfologia può dividere il Paese in diverse microaree climatiche. Il clima del Marocco può essere suddiviso in cinque sotto-zone:
- Oceanico (in blu nella mappa);
- Mediterraneo (in marrone e rosa);
- Montano (in grigio);
- Continentale temperato (in nero tratteggiato);
- Desertico (in bianco e rosso).

### Precipitazioni
Le precipitazioni, anche se molto scarse, sono garantite dalle alte pressioni Atlantiche, che portano venti di maestrale e scirocco. La piovosità diminuisce da Nord a Sud (Tangeri 817 mm, Rabat 516 mm, Casablanca 506 mm, Mogador 360 mm, Agadir 220 mm).

## Società

### Demografia

Crescita demografica del Marocco dal 1960 al 2017

Nel 1960 il Marocco contava circa 12 milioni di abitanti, mentre attualmente la popolazione arriva a circa 37 milioni, con un incremento demografico quasi triplicato. Il Marocco è il terzo paese africano per numero di arabi, dopo l'Egitto e l'Algeria. La maggior parte della popolazione vive a ovest della catena montuosa dell'Atlante, che divide il Paese dal deserto del Sahara. Casablanca è il più importante centro urbano, commerciale e industriale del Paese. La speranza di vita è di 74 anni, 73 per gli uomini e 75 per le donne, mentre il tasso di popolazione urbana è di circa il 60%.
Nel 2024 è stato effettuato il VII° Censimento della popolazione generale e delle abitazioni.

### Composizione etnica
La popolazione marocchina è composta principalmente da due gruppi etnolinguistici: i berberi, maggioritari nelle zone montuose dell'Atlante e del Rif, e gli arabi, diffusi prevalentemente nelle zone pianeggianti e nelle grandi città; la componente arabofona si è costituita sia attraverso l'immigrazione di tribù arabe nel corso del basso medioevo, che attraverso l'arabizzazione delle tribù berbere delle regioni pianeggianti. Nelle zone sahariane del Paese si trovano i sahrawi. Nelle città imperiali marocchine e nelle città costiere del nord (in particolare a Fès, Meknès, Rabat, Salé, Chefchaouen, Tangeri e Tétouan) si trovano i discendenti dei moriscos di Spagna, a loro volta discendenti dei Mori di al-Andalus, espulsi a seguito della Reconquista. È presente una consistente minoranza ebraica, la più numerosa del mondo arabo. La comunità ebraica, tradizionalmente a maggioranza arabofona, comprende minoranze di ebrei berberi e di sefarditi. Nel paese sono inoltre presenti popolazioni nere originarie dell'africa subsahariana, tra le quali i gnawa e i haratin, discendenti degli schiavi neri deportati in Marocco nei secoli passati.

### Lingue

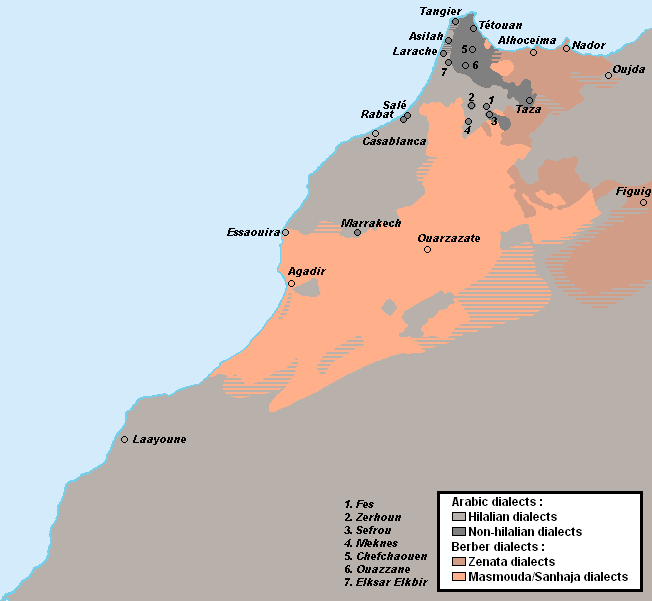
Mappa linguistica del Marocco

Le lingue ufficiali del Marocco sono l'arabo e il berbero. L'arabo è parlato da oltre il 65% della popolazione, il berbero da poco più del 30%. Nel paese vige una situazione di diglossia: l'arabo standard è utilizzato in ambito formale, mentre l'arabo marocchino, costituente un insieme variegato di dialetti, domina in ambito colloquiale. Nel sud del paese viene parlato il dialetto arabo hassaniyya. Nel nord del paese e in misura minore anche nei centri storici delle grandi città sono parlati dialetti arabi di tipo prehilalico. I dialetti berberi parlati in Marocco sono raggruppati in tre gruppi principali: il tarifit nel Rif, il tamazight del Marocco centrale nel Medio Atlante e il tashelhit nel centro-sud. Il francese rappresenta di fatto la seconda lingua del Paese, parlata da una parte rilevante della popolazione e prevalente nell'amministrazione, nell'economia, nell'istruzione e in ambito mediatico. Nelle regioni settentrionali e meridionali del Paese è diffuso anche lo spagnolo come seconda o terza lingua.

### Religioni

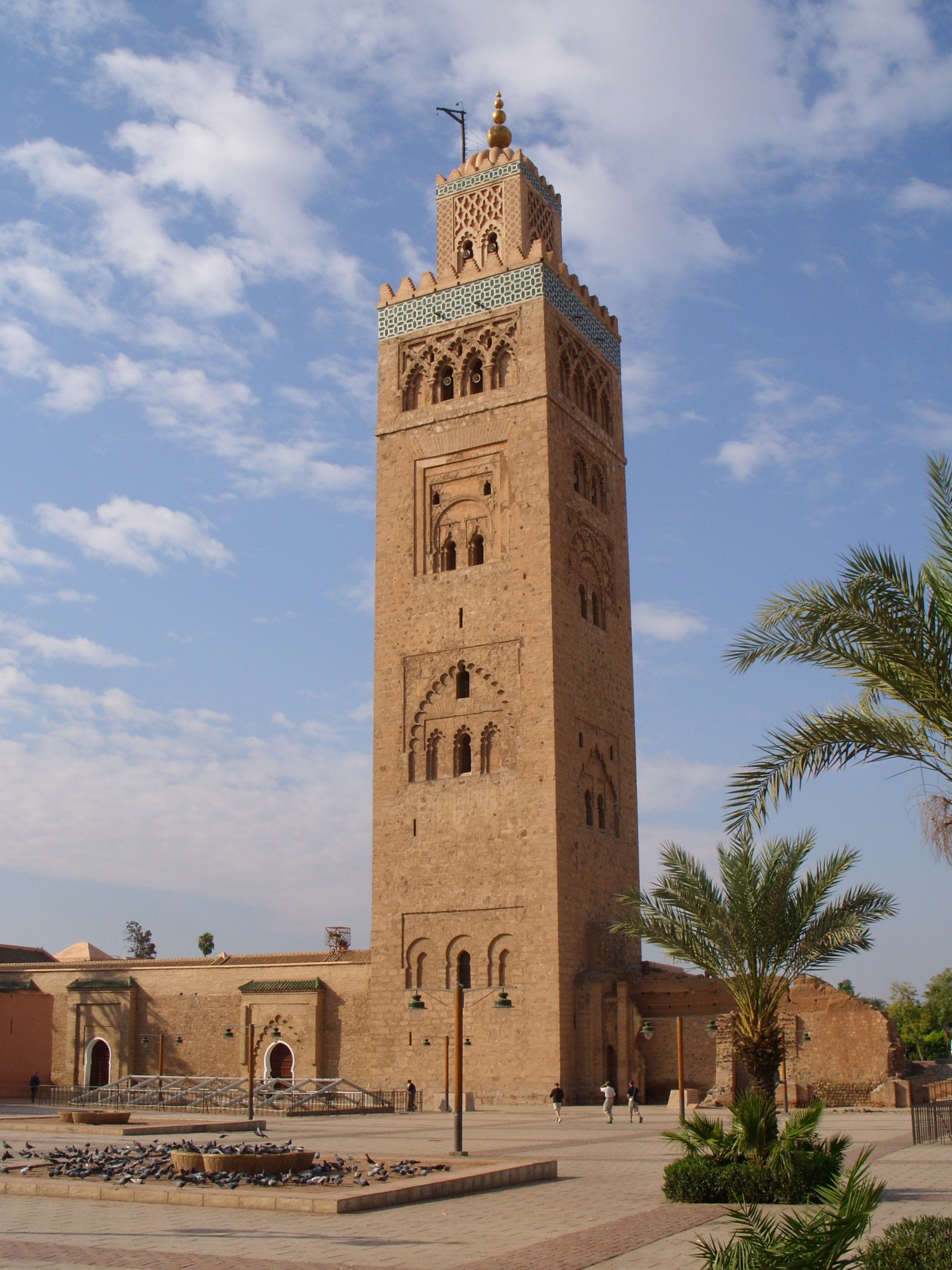
La storica moschea della Koutoubia a Marrakech.

La religione più diffusa in Marocco è l'islam, professato nella corrente sunnita malikita. L'islam professato in Maghreb si coniuga spesso con tradizioni locali, quali il culto dei marabutti. La monarchia è legittimata dal suo lignaggio sceriffiano e il monarca è considerato Amir al-Mu'minin ("Comandante dei credenti"). Radicata nel mosaico culturale del Paese è la storica comunità ebraica, la più numerosa e organizzata del mondo arabo. La maggior parte degli ebrei sono emigrati tra gli anni 1950 e 1960. L'ebraismo è ufficialmente riconosciuto e i rabbini sono stipendiati dallo Stato. Vi è poi una piccola minoranza cristiana, costituita principalmente da immigrati europei o da convertiti locali; i cristiani in Marocco sono perlopiù cattolici ed evangelici.

### Emigrazione
A partire dal XX secolo si è generata una cospicua diaspora marocchina. Centinaia di migliaia di marocchini emigrarono soprattutto verso l'Europa occidentale per trovare maggiori opportunità di lavoro e migliori condizioni di vita. Ci sono circa 5 milioni di marocchini all'estero, la maggior parte dei quali in Europa occidentale, principalmente in Francia (circa 1 500 000), Spagna (circa 750 000), Belgio (circa 500 000), Italia (circa 450 000), Paesi Bassi (circa 400 000) e Germania (circa 140 000), oltre che in Israele e Canada.

### Immigrazione
La popolazione straniera è in costante crescita ed è di circa 80 000 persone. Con il progressivo sviluppo economico del Paese, negli ultimi anni si è registrato un notevole incremento dell'immigrazione sub-sahariana, mentre grazie a un regime fiscale favorevole sempre più imprenditori stranieri risiedono in Marocco (in particolare spagnoli e francesi).

## Ordinamento dello stato
Sull'onda delle proteste popolari scoppiate in tutto il Maghreb, il 1º luglio 2011, tramite referendum, è stata varata una nuova Costituzione con la quale il sovrano ha rinunciato a tutta una serie di poteri esecutivi a vantaggio del primo ministro, mantenendo però il controllo di tutte le decisioni strategiche. Il sovrano infatti continua a conservare gran parte dell'attività decisionale e una parte dei poteri del primo ministro sono comunque legati al consenso del sovrano.
Il Marocco è una delle tre monarchie dell'Africa; dal luglio 1999 il monarca è Mohammed VI che è succeduto al padre Hassan II, a sua volta preceduto dal padre Mohammed V, padre dell'indipendenza. La dinastia alawide, a cui appartiene il sovrano, è originaria del sud e vanta un'origine sceriffiana, ossia una discendenza diretta dal Profeta.
Secondo la nuova costituzione, promulgata da Mohammed VI, il Marocco è una democrazia costituzionale, parlamentare e sociale, con la separazione dei poteri, la tutela di tutte le minoranze e l'equiparazione tra i sessi.

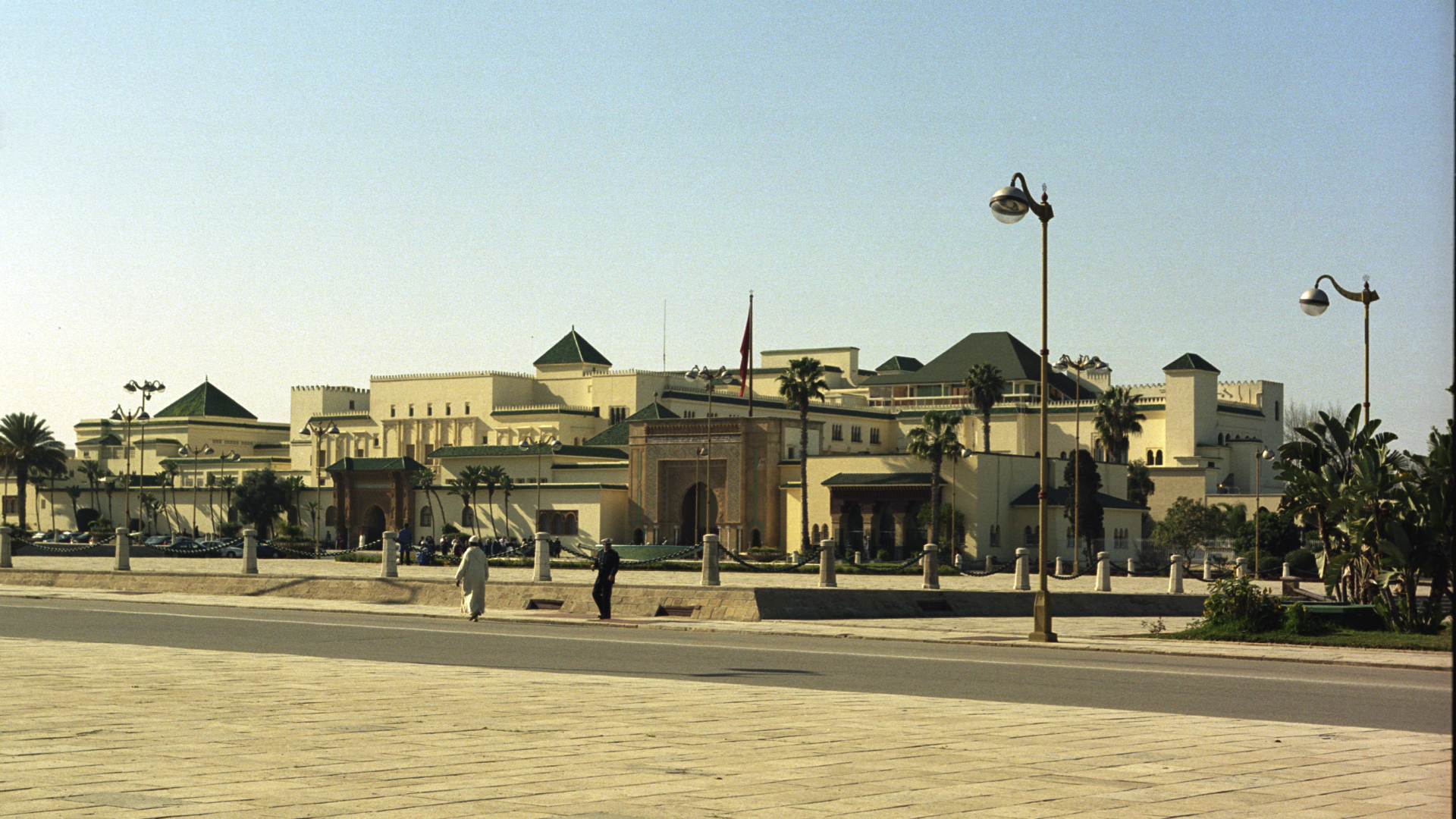
Il Palazzo reale a Rabat.

La sovranità appartiene al popolo e il sovrano è capo religioso del Paese, veglia sul rispetto dell'Islam ed è il garante del libero esercizio di tutti i culti. Egli è anche il capo delle forze armate. Egli presiede il Consiglio superiore del potere giudiziario e il Consiglio superiore di sicurezza. La sua funzione è in parte simile a quello di un presidente di una democrazia semipresidenziale, con il nuovo testo costituzionale che si ispira in parte al semipresidenzialismo francese.
Il potere esecutivo è detenuto dal governo. Il re presiede il consiglio dei ministri, o ne delega la presidenza al primo ministro, nomina il primo ministro nell'ambito del partito vincitore delle elezioni, nomina i ministri su proposta del primo ministro, revoca i ministri su proposta del primo ministro o a sua discrezione sentito il primo ministro. Il primo ministro dirige il governo e coordina l'attività dei ministri, anche arbitrandone le divergenze; controfirma i Ḍāhir) ed esercita il potere regolamentare (i regolamenti sono controfirmati dai ministri incaricati dell'attuazione); può emanare decreti-legge su delega del parlamento per oggetti determinati e durata limitata.

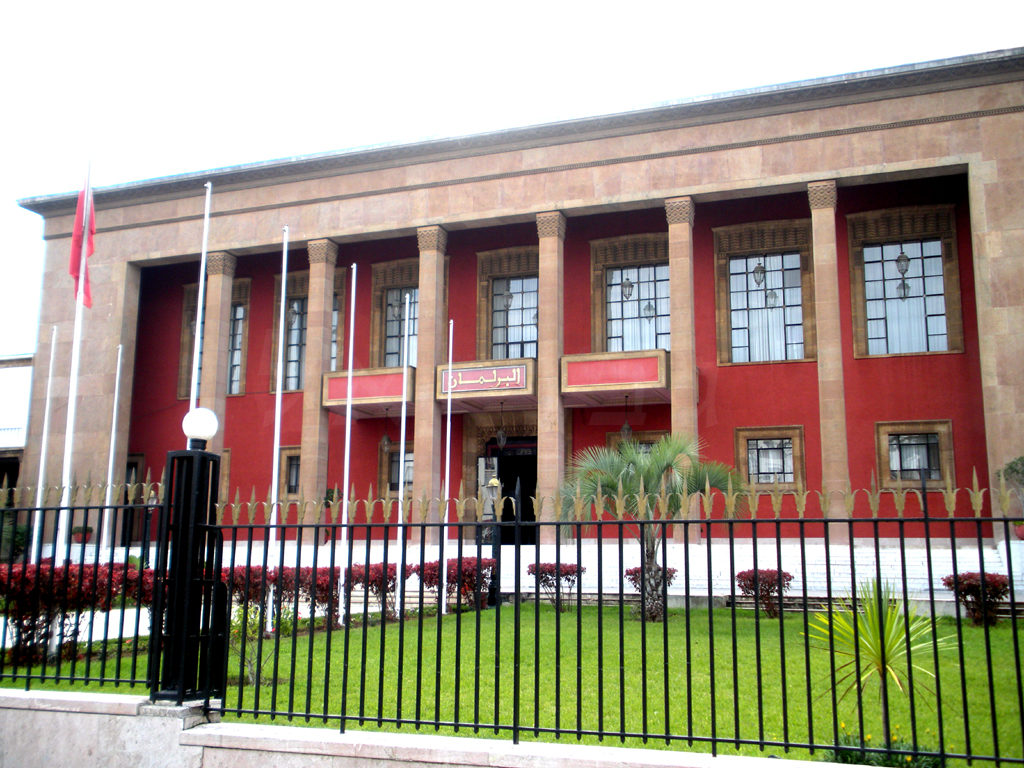
Il Parlamento a Rabat.

Il potere legislativo, bicamerale dal 1996, è prerogativa della Camera dei rappresentanti (Majlis al-nuwwāb), composta da 395 deputati eletti ogni 5 anni a suffragio universale, e dalla Camera dei consiglieri (Majlis al-mustasharīn), composta da 270 seggi rinnovati a elezione indiretta per un terzo ogni 3 anni. Il parlamento ha visto progressivamente aumentare i suoi poteri di controllo, fino alle ultime revisioni costituzionali del 1992, 1996 e 2011: oltre alla funzione legislativa, infatti, vota il bilancio del regno, può costituire commissioni d'inchiesta sull'operato del governo, e può far cadere il governo con una mozione di sfiducia.
L'ordine giudiziario è indipendente e tutelato dal Consiglio superiore del potere giudiziario. Negli ultimi anni sono state create diverse magistrature specializzate, di ispirazione codicistica e non coranica.

### Rivendicazioni territoriali

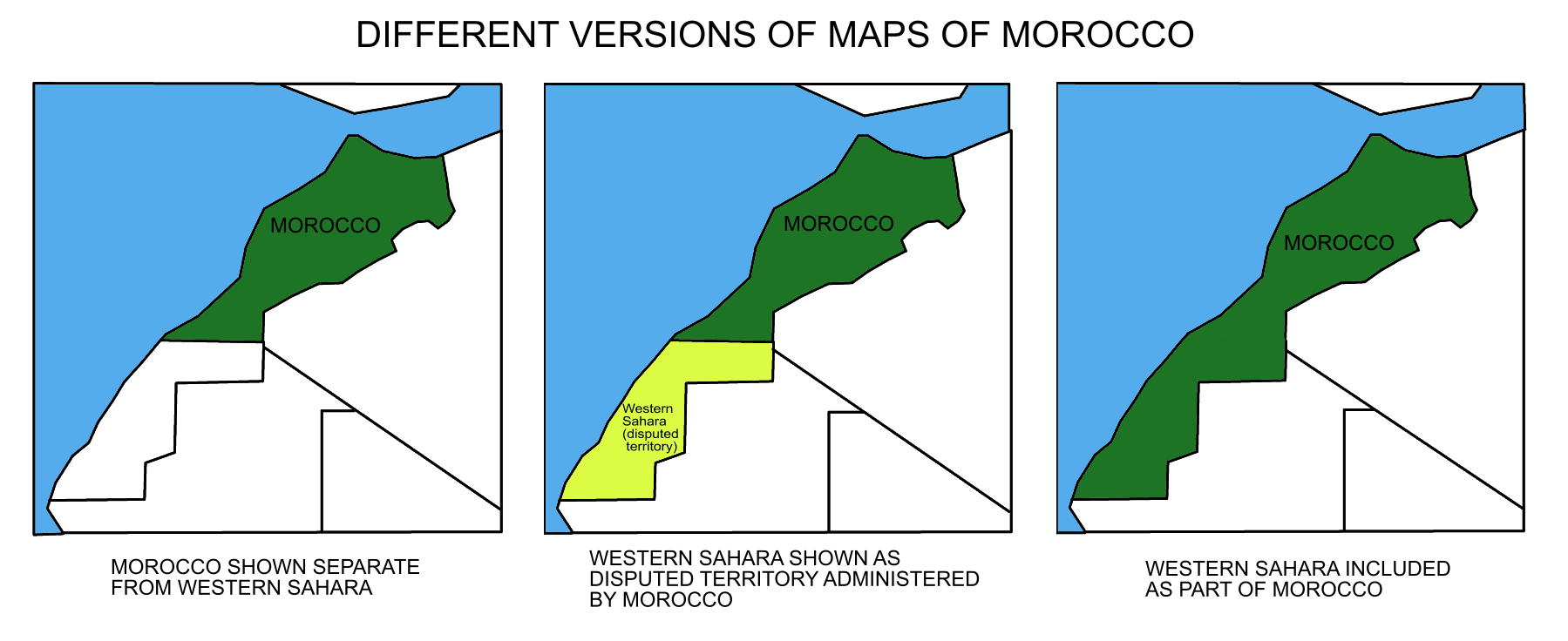
Come si può trovare nelle carte geografiche il Marocco: con o senza la contesa del Sahara Occidentale

- 7 aprile 1956, la Spagna rinuncia al protettorato spagnolo di Rif
- 30 giugno 1969, la Spagna rinuncia all'enclave spagnola di Sidi Ifni
- 14 novembre 1975, il Marocco afferma (unilateralmente) la propria sovranità sul nord del Sahara Occidentale
- 14 agosto 1979, il Marocco afferma (unilateralmente) la propria sovranità su Oued Ed-Dahab-Lagouira

Con quella che fu definita la Marcia verde, il 6 novembre del 1975, circa 350 000 marocchini disarmati diedero vita a una manifestazione di massa sotto la guida del governo del re Hasan II, radunandosi presso la città di Tarfaya per attraversare il confine del Sahara Occidentale, al tempo territorio autonomo spagnolo conteso dal Marocco alla Spagna. Il Sahara Occidentale è stata una colonia spagnola fino al 1976. Quando la Spagna si ritirò, il Marocco ne annesse i due terzi settentrionali; il resto del territorio fu annesso nel 1979 a seguito del ritiro della Mauritania. Tuttavia, il gruppo armato Fronte Polisario si oppose alle annessioni e proclamò il 27 febbraio 1976 la Repubblica Democratica Araba dei Sahrawi, riconosciuta dall'Organizzazione dell'unità africana (successivamente Unione Africana), ma non riconosciuta dall'ONU e dalla Lega araba. La guerriglia susseguente terminò con un cessate il fuoco del 1991 attraverso la missione MINURSO; il referendum per la determinazione dello status definitivo del Sahara Occidentale non è tuttavia stato ancora effettuato.
Nel corso degli anni l'ONU ha presentato diverse proposte per la soluzione del Sahara (tra cui i piani Baker), ma sono sempre stati rifiutati da una rispettiva parte o dall'altra. In Marocco viene fondato il CORCAS, un consiglio creato con decreto reale (Ḍāhir) dal re Mohammed VI composto da 140 membri, ed è la parte responsabile per negoziare con il Fronte Polisario e lo sviluppo economico e sociale del Sahara Occidentale. In risposta agli appelli del Consiglio di sicurezza ONU alle parti per porre fine alla situazione di stallo politico, il Marocco ha presentato, l'11 aprile 2007, al segretario generale, l'iniziativa marocchina di negoziazione di uno status d'autonomia per la regione del Sahara, e considerata dagli osservatori internazionali il miglior compromesso accettabile per la soluzione di questo conflitto. L'ONU ha suggerito alle parti di entrare in negoziati diretti e incondizionati sul tema.
Il Marocco contesta inoltre la sovranità spagnola sulle exclave lungo la costa affacciata sul Mediterraneo: le città di Ceuta e Melilla, la penisola di Peñón de Vélez de la Gomera e l'isola di Peñón de Alhucemas; sono sotto sovranità spagnola anche le isole Chafarinas, sulla costa del Mediterraneo, 45 km a est di Melilla, di cui il Marocco chiede la restituzione. L'isolotto di Perejil, uno scoglio disabitato presso lo stretto di Gibilterra, è disputato tra il Marocco e la Spagna.

### Suddivisione amministrativa

#### Regioni

Regioni del Marocco dal 2015

Il livello amministrativo più elevato del Marocco è rappresentato dalle regioni, 12 (comprese quelle del Sahara Occidentale), introdotte con una legge del 2015 e governate da un wali di nomina regia e da un presidente eletto dal popolo.

#### Prefetture e province
Il Marocco è a sua volta suddiviso in 75 tra prefetture (sono 13 e corrispondono alle maggiori aree urbane del Paese) e province (sono 62 e corrispondono alle aree rurali).

### Città principali
| Posizione | Città      | Città                            | Città               | Popolazione  | Popolazione  | Popolazione  | Popolazione  | Regione                    |
| Posizione | Nome       | in arabo                         | in tamazight        | Censim. 1982 | Censim. 1994 | Censim. 2004 | Censim. 2014 | Regione                    |
| 1.        | Casablanca | الدار البيضاء (al-Dār-al-Baydāʾ) | ⴰⵏⴼⴰ (Anfa)         | 2 139 204    | 2 756 805    | 3 192 352    | 3 359 818    | Casablanca-Settat          |
| 2.        | Rabat      | الرباط (al-Ribāṭ)                | ⴰⵕⴱⴰⵟ (Aṛbaṭ)       | 893 042      | 1 340 486    | 1 622 860    | 2 120 192    | Rabat-Salé-Kenitra         |
| 3.        | Fès        | فاس (Fās)                        | ⴼⴰⵙ (Fas)           | 448 823      | 772 184      | 946 815      | 1 112 072    | Fès-Meknès                 |
| 4.        | Tangeri    | طنجة (Tanja)                     | ⵜⵉⵏ ⵉⴳⴳⵉ (Tin Iggi) | 266 346      | 497 147      | 669 685      | 947 952      | Tangeri-Tetouan-Al Hoceima |
| 5.        | Marrakesh  | مراكش (Murrākuš)                 | ⵎⵕⵕⴰⴽⵛ (Meṛṛakec)   | 439 728      | 669 043      | 823 154      | 928 850      | Marrakech-Safi             |
| 6.        | Agadir     | أڭادير (Agādīr)                  | ⴰⴳⴰⴷⵉⵔ (Agadir)     | 110 479      | 502 475      | 678 596      | 770 599      | Souss-Massa                |
| 7.        | Meknès     | مكناس (Miknās)                   | ⵎⴽⵏⴰⵙ (Mknas)       | 319 783      | 443 214      | 536 232      | 632 079      | Fès-Meknès                 |
| 8.        | Oujda      | وجدة (Wujda)                     | ⵡⴻⵊⴷⴰ (Wejda)       | 260 082      | 357 278      | 400 738      | 510 550      | Regione Orientale          |
| 9.        | Tétouan    | تطوان (Tiṭṭawān)                 | ⵜⵉⵟⵟⴰⵡⵉⵏ (Tiṭṭawin) | 199 615      | 277 516      | 320 539      | 463 968      | Tangeri-Tetouan-Al Hoceima |
| 10.       | Safi       | آسفي (Aşfī)                      | ⴰⵙⴼⵉ (Asfi)         | 214 000      | 284 000      | 324 052      | 415 323      | Marrakech-Safi             |

### Istituzioni

#### Ordinamento scolastico
L'istruzione in Marocco è obbligatoria per i ragazzi dai 6 ai 15 anni; l'analfabetismo è calato dal 40% nel 2004 al 28% nel 2012.
Scuola materna (3 anni), scuola elementare (6 anni), scuola media (3 anni), liceo (3 anni), università.
Tasso di alfabetizzazione (2012): 72% (M 76%, F 67%)

#### Università
Il Marocco può vantare l'istituto di istruzione superiore più antico del mondo, fondato nell'859 da Fatima al-Fihriyya: l'Università al-Qarawiyyin, uno dei più importanti centri spirituali musulmani, l'università è situata a Fès.

#### Sistema sanitario
Il sistema sanitario marocchino è in una fase di importante sviluppo: soprattutto grazie al nuovo intervento del re Mohammed VI sono stati costruiti nuovi ospedali, seguendo un'impostazione molto simile a quella in uso presso gli Stati europei.

#### Forze armate
Nel 2024, secondo il Global Firepower Index, il Marocco occupa la 61ª posizione su 145 stati analizzati relativamente alla capacità militare.

## Politica

### Politica interna
La prima esperienza democratica ha luogo sotto il re Hassan II, che nel 1962 promulga una nuova costituzione, in base alla quale nel 1963 si svolgono le prime elezioni parlamentari. I principali partiti sono Istiqlal (Indipendenza) di Allal al-Fasi, fondato nel 1943, e UNFP di Mehdi Ben Barka, nata da una sua scissione a sinistra nel 1959. Tuttavia nel 1965 la costituzione viene revocata. Negli anni successivi si tengono elezioni parlamentari, ma con un forte controllo del sovrano e dello Stato sulle formazioni politiche.
Solo nel 1997, al termine di un processo triennale di riconciliazione e liberalizzazione politica, Hassan II promulga una nuova costituzione e indice nuove elezioni parlamentari per eleggere i deputati della Camera dei Rappresentanti. Il sistema elettorale è un proporzionale corretto, che non impedisce la frammentazione politica e rende quasi impossibile la conquista della maggioranza assoluta, forzando governi di coalizione e favorendo il ruolo del re.

#### Elezioni parlamentari del 25 novembre 2011
Le elezioni hanno fatto seguito alle proteste in Marocco del 2011. La protesta marocchina esprime l'insofferenza crescente nei confronti del potere monarchico del re Mohammed VI, salito al trono nel 1999, e il desiderio di riforme costituzionali che blocchino la prassi per cui il sovrano si assegna il potere decisionale per diverse questioni, mentre il Paese possiede un governo e un parlamento privi di poteri reali. A seguito del referendum costituzionale del giugno 2011, il re Mohammed VI è tenuto a indicare come primo ministro il leader del partito di maggioranza relativa.
Le elezioni parlamentari, con una partecipazione al 45%, vedono per la prima volta il partito islamico moderato Partito della Giustizia e dello Sviluppo (PJD) guadagnare una maggioranza relativa, seguito dall'Istiqlal (PI) e dal Raggruppamento Nazionale degli Indipendenti (RNI), in calo, e dalla forte affermazione della nuova formazione filomonarchica, il Partito Autenticità e Modernità (PAM). Abdelilah Benkirane diviene così Primo ministro del Paese.

#### Elezioni parlamentari del 7 ottobre 2016
L'affluenza alle urne è stata del 43% dei 15,7 milioni di elettori (dato vicino da quelle delle elezioni del 2011). Il partito del primo ministro Abdelillah Benkirane, Partito della Giustizia e dello Sviluppo (PJD), di ispirazione islamica e alla guida dal novembre 2011 della coalizione al governo, ha conquistato 125 seggi su 395, ed è la prima volta nella storia politica del regno che un partito viene riconfermato alla guida del governo. La formazione rivale più accreditata, il Partito Autenticità e Modernità (PAM) che ha vinto le elezioni amministrative nel 2015 ed è ritenuto vicino a re Mohammed VI, ha ottenuto 102 seggi, mentre i conservatori dell'Istiqlal (PI), la formazione politica più longeva della monarchia, si sono fermati a 46 seggi. Tra gli altri partiti, sono riusciti a entrare in Parlamento anche gli indipendenti del Raggruppamento Nazionale degli Indipendenti (RNI) e il Movimento Popolare (MP), rispettivamente con 30 e 21 seggi. Il responso delle urne rende necessaria la formazione di una coalizione di governo.
La mancanza di una maggioranza chiara ha portato ad una fase di stallo nelle trattative per la formazione del nuovo governo, inizialmente affidate al primo ministro uscente Benkirane. Il 17 marzo 2017, perciò, il sovrano conferisce un nuovo incarico a Saâdeddine El Othmani, il quale il 5 aprile successivo presenta la nuova compagine di governo.

### Politica estera
Il Marocco è un paese membro delle Nazioni Unite, dell'Unione africana, della Lega araba, dell'Unione del Maghreb arabo, dell'Organizzazione della cooperazione islamica, del Movimento dei paesi non allineati e dell'Organizzazione internazionale della francofonia.

#### Relazioni con l'Unione africana
Il Marocco è stato riammesso come membro dell'Unione africana il 30 gennaio 2017, dopo 33 anni di assenza del paese uscito precedentemente dall'organizzazione il 12 novembre 1984 (precedentemente chiamato Organizzazione dell'unità africana) a seguito del riconoscimento dell'organizzazione all'indipendenza della Repubblica democratica araba Sahrawi (autoproclamata dal Fronte Polisario) e dell'entrata nell'organizzazione di quest'ultimo.

#### Relazioni con l'Unione europea
In passato il Marocco ha espresso più volte il suo desiderio di incorporazione nell'Unione europea, desiderio che è stato respinto in quanto non è un paese europeo. Oltre a questo ostacolo, vi sarebbero altri fattori, come un'economia in sviluppo o i suoi problemi con il Sahara Occidentale (il cui territorio è amministrato dal Marocco e rivendicato dal Fronte Polisario), che rendono difficile la sua candidatura.
Nell'ottobre 2008, tuttavia, il Marocco è stato il primo paese del Mediterraneo a ottenere uno statuto di partenariato speciale con l'Unione europea (“advanced status”), in seguito alle riforme intraprese a livello politico, sociale ed economico. Tale statuto include l'istituzione di una conferenza UE-Marocco e la partecipazione diretta del Marocco in una serie di consigli ministeriali UE e di meeting di lavoro.
Nel 2022, a seguito dello scandalo di corruzione che ha visto coinvolto il Parlamento Europeo, sono emersi espliciti coinvolgimenti e pressioni tra il governo di Rabat e le istituzioni dell’Unione europea, che hanno influito in particolare su una serie di risoluzioni e decisioni socio-economiche tra le due realtà.

#### Relazioni diplomatiche con gli Stati Uniti
Il Marocco fu il primo paese al mondo a riconoscere l'indipendenza degli Stati Uniti nel 1777, durante la Guerra d'indipendenza americana. I rapporti sono solidi e strategici, segnati dagli scambi commerciali in aumento e dalla cooperazione militare (l'esercitazione African Lion è la più grande esercitazione militare americana annuale al di fuori della NATO).

### Violazioni di diritti umani
Il 19 gennaio 2023 il Parlamento europeo ha votato una storica sentenza di condanna nei confronti del governo di Rabat e dei suoi rapporti con il popolo dei Sahrawi, chiedendo di rispettare la libertà dei media nel Paese e di rilasciare immediatamente tutti i prigionieri politici e i giornalisti incarcerati.

## Economia
La crescita economica, costante a partire dal 2003, ha consentito di frenare l'emigrazione e migliorare esportazioni, infrastrutture e afflusso di capitali esteri. Il Marocco negli ultimi anni è migliorato costantemente nelle classifiche Doing Business - o "indice di facilità di fare affari" - stabilite ogni anno dalla Banca mondiale.
In ogni caso, il Marocco resta nel 2019 al 121º posto su 189 secondo l'Indice di sviluppo umano (HDI), compilato dal Programma delle Nazioni Unite per lo sviluppo (UNDP). Risolvere il sottosviluppo delle aree settentrionali e meridionali del Marocco, resta tra le priorità principali del Paese, segnate da profonde diseguaglianze economiche.

### Agricoltura, allevamento e pesca
I principali prodotti agricoli sono costituiti da cereali, canna da zucchero e legumi che sono destinati al mercato interno, mentre le colture mediterranee (agrumi, i pomodori e le olive), (dove il Marocco è l'unico produttore mondiale dell'olio di argan) per l'esportazione. L'allevamento è incentrato perlopiù su ovini, caprini e bovini. Con i suoi 17 porti il Marocco è tra i maggiori paesi nella attività ittica, anche industriale, della quale il paese è il maggiore produttore ed esportatore mondiale di sardine.
Una coltivazione a parte è quella della cannabis coltivata nella regione del Rif a partire dal secolo XVII. Secondo il Rapporto mondiale delle Nazioni Unite 2012 droga, il Marocco è il secondo produttore di cannabis del mondo (dopo l'Afghanistan). Circa il 70% della cannabis consumata in Europa proviene dalla regione del Rif in Marocco. Considerando che negli ultimi anni si stima che siano almeno 400000 persone che vivono della coltivazione della cannabis, in mancanza di altre prospettive lavorative, il governo e il Parlamento nel 2021 hanno approvato una legge che legalizza l'utilizzo della cannabis per usi terapeutici e industriali (rimanendone vietato l'uso ricreativo), allo scopo di fare uscire dall'illegalità le decine di migliaia di famiglie che vivono della coltivazione della canapa (adottando una strategia diversa da quella attuata precedentemente per combattere la criminalità organizzata), e di creare ulteriore valore aggiunto all'agricoltura e, più in generale, all'economia marocchina, stimata all'entità entro i prossimi anni di alcuni miliardi di dollari.

### Estrazione mineraria
Il Marocco è un paese povero di petrolio e gas naturale, dei quali è importatore, a differenza degli altri Paesi arabi che sono invece produttori ed esportatori.
L'attività estrattiva principale si basa sullo sfruttamento dei grandi giacimenti di fosfati, di cui è il secondo produttore mondiale (dopo la Cina), ma ampiamente al primo posto per le riserve (detiene circa il 70% delle riserve mondiali conosciute) ed è il principale esportatore mondiale. Le miniere di fosfati sono gestite dall'OCP Group e i principali siti di estrazione si trovano a Khouribga, a Ben Guerir, a Youssoufia e a Bou Craa (nel Sahara occidentale).
Nel paese sono presenti inoltre miniere di cobalto, di piombo, di zinco, di argento, di manganese, di ferro, di rame e di carbone.

### Industria
L'industria marocchina è tra le più attive dell'Africa. Molto sviluppate sono le industrie agroalimentari e tessili, ma il settore industriale è in forte crescita anche nei settori dell'industria chimica, petrolchimica, elettronica, automobilistica (Renault, Nissan), aeronautica (Boeing, Bombardier), informatica e cantieristica, con i porti di Tangeri Med e di Casablanca, che sono entrambe tra i più trafficati dell'Africa. Pregiati sono i tappeti e i prodotti dell'artigianato.

### Servizi
Il settore dei servizi in Marocco è in forte sviluppo. I servizi sono altamente dinamici in particolare nel settore turistico, commerciale, telecomunicazioni (Maroc Telecom, Orange Maroc, Inwi), bancario (Attijariwafa Bank, BMCE bank) e finanziario. Casablanca è il più grande centro finanziario del Maghreb e tra i più importanti dell’Africa.

#### Turismo
Il Marocco si è affermato come una delle maggiori mete turistiche dell'Africa e del mondo arabo, in particolare per quanto riguarda il turismo organizzato. Le mete più visitate sono le cosiddette città imperiali (Fès, Marrakech, Meknès e Rabat) e il deserto del Sahara.
Si può trovare: turismo di tipo culturale (civiltà amazigh, fenicia, romana, araba, spagnola e francese); di tipo naturale (dalle vette innevate dell'Atlante al deserto del Sahara) e balneare con le spiagge atlantiche e mediterranee.
Il numero di turisti negli ultimi anni si valuta su poco più di 12 milioni (2019), la metà proveniente dall'Europa, con in testa Francia e Spagna.

#### Commercio estero
Il Marocco ha firmato nel 1996 un trattato con l'UE, che è entrato in vigore nel 2000, che ha portato all'entrata in vigore di una zona di libero scambio nei termini del Processo di Barcellona. Nel mese di gennaio del 2006 è entrato in vigore un accordo di libero scambio con gli USA, che sta portando sia a un'espansione delle esportazioni verso un mercato potenzialmente molto redditizio, sia a un aumento dei flussi di investimento in entrata.

### Politica economica
Il governo è impegnato a perseguire politiche volte a favorire una più rapida crescita economica e a ridurre la disoccupazione e la povertà. La crescita inadeguata è stata infatti identificata, sia dal FMI sia dal governo, come il principale punto di debolezza dell'economia del paese negli ultimi dieci anni, senza considerare poi le forti disparità di reddito presenti tra l'élite urbana e il resto della popolazione.
La Banca Mondiale e il FMI stimano che il Marocco necessiti di un tasso di crescita medio annuo superiore al 7% per poter intervenire in modo significativo sulla disoccupazione e sulla povertà. In ogni caso, il governo ha fatto progressi riguardo ad alcune di queste problematiche: ha realizzato significativi miglioramenti dell'ordinamento economico attraverso il rafforzamento dei diritti di proprietà e la riforma della normativa sul lavoro, grazie ai quali si è assistito a un rapido incremento della nascita di nuove aziende; ha migliorato il sistema di supervisione del settore bancario e ha liberalizzato i comparti dell'energia e delle telecomunicazioni.
Il governo ha anche ammesso che per accelerare la crescita sono necessarie ulteriori riduzioni delle tariffe doganali e una semplificazione del regime del commercio. Sono stati infine identificati numerosi interventi di politica industriale volti a ridurre i costi e incrementare la produttività dell'industria marocchina, e le autorità confidano che questa razionalizzazione permetterà di aumentare il valore dell'output industriale. Il governo sembra ormai pronto a lanciare anche una radicale riforma del settore agricolo per ridurre la dipendenza dai cereali, altamente sensibili a periodi di siccità, e aumentare la superficie coltivata con piante ad alto valore aggiunto, come gli ulivi. Occorre però considerare che tale politica accelererà il processo di inurbamento della popolazione: se tale fenomeno non verrà adeguatamente gestito, aumenterà sensibilmente il rischio dell'insorgere di tensioni sociali e politiche.

## Trasporti

### Strade e autostrade

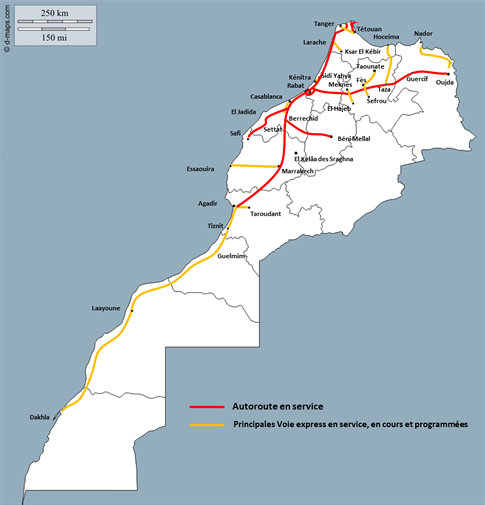
La rete di autostrade e superstrade del Marocco.

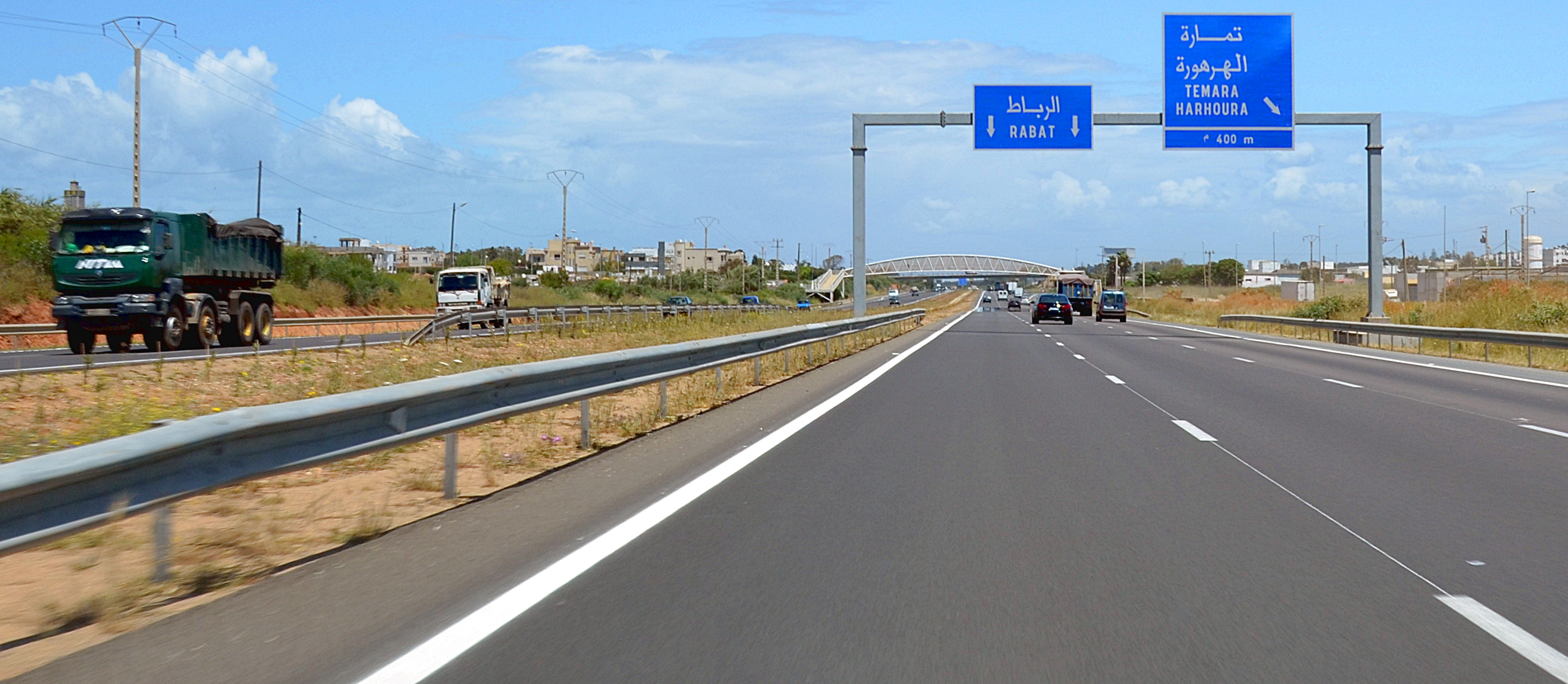
L'autostrada A3, Casablanca-Rabat, inaugurata nel 1987.

La rete stradale marocchina si estende per 68550 km (dati del 2007), di cui il 60% asfaltate. Il sistema è generalmente considerato soddisfacente, anche se soffre di parziale congestione ed è parzialmente carente nelle aree dell'entroterra: attraverso il PNRR (Programma nazionale di strade rurali) il governo ha realizzato e sta valutando la costruzione di diverse migliaia di km di strade rurali, al fine di ridurre l'isolamento di alcune città rurali.
Il consolidamento della rete autostradale, gestita da Autoroutes du Maroc (ADM), è considerato una priorità nazionale. Con 1808 km di autostrade praticabili, è la seconda rete africana, preceduta solo da quella del Sudafrica.
Lo sviluppo delle infrastrutture stradali in Marocco deve anche passare attraverso il rafforzamento della rete di superstrade, strade alternative meno costose. La rete funziona con 1093 km di vie in servizio.
La Direzione stradale del Ministero delle Infrastrutture e dei Trasporti del Marocco ha reso noto che stanno avviando lo studio sull'organizzazione e il finanziamento dell'intera rete stradale nazionale. Il progetto si inserisce nel quadro dello Schema nazionale del trasporto stradale, che descrive la strategia settoriale del Marocco fino al 2035 e definirà scenari e modalità operative di sviluppo della rete stradale e autostradale a medio-lungo termine, sulla base di 4 piani quinquennali tra il 2016 e il 2035. Il progetto di studio rappresenta una delle raccomandazioni principali del Piano Strade 2035, elaborato nel 2013. Il Piano Strade 2035 prevede la realizzazione di 5500 km di strade, di cui 3 400 autostrade e 2 100 superstrade, con un investimento globale di circa 96 miliardi di dirham (oltre 9 miliardi di euro).

### Ferrovie

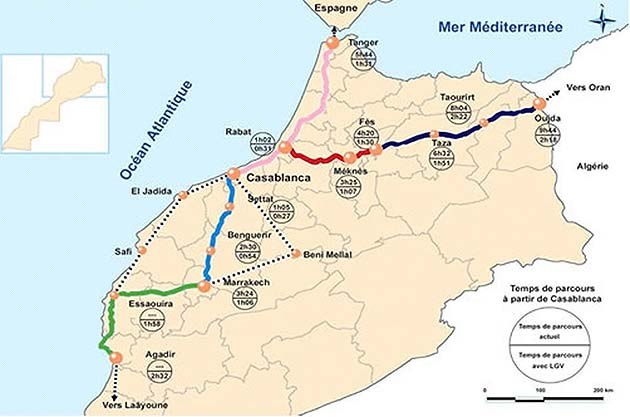
L'alta velocità pianificata per la realizzazione entro il 2035.

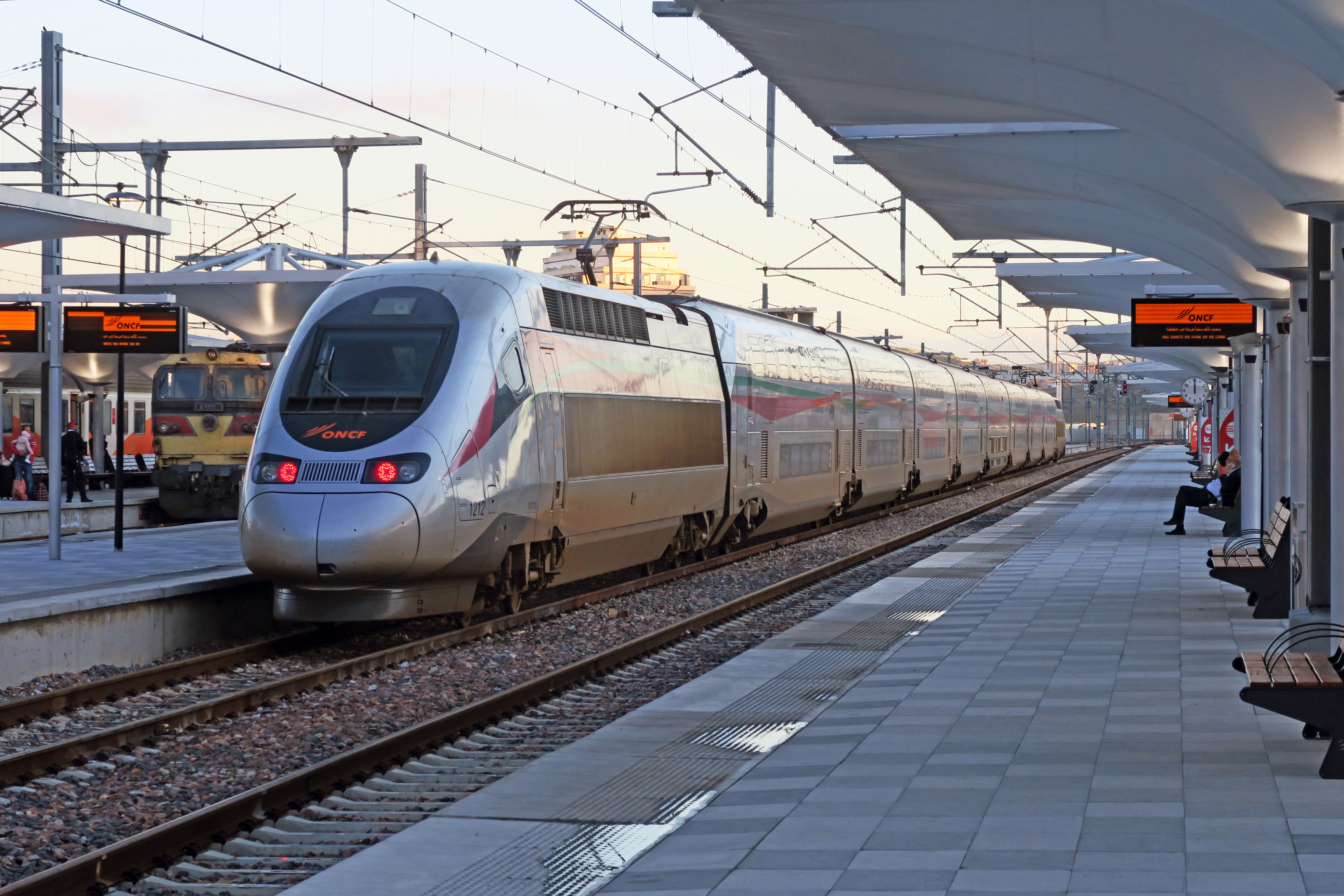
Treno ad alta velocità Al Boraq RGV2N2 nella stazione di Tangeri-Ville.

Per lungo tempo le ferrovie marocchine hanno sofferto una considerazione di minore interesse da parte del governo. Solo recentemente la ONCF, società pubblica che gestisce la rete ferroviaria marocchina, sembra aver ripreso le sue funzioni in maniera incisiva.
La rete ferroviaria marocchina è tra le più sviluppate dell'Africa e le infrastrutture esistenti comprendono 2067 km di binari, di cui 1022 km di linea elettrificata e 578 km a doppio binario.
Nel novembre 2018 è stata inaugurata la prima linea ad alta velocità dell'Africa, su cui viaggiano i TGV di produzione francese, la Ligne Atlantique, che collega le città di Tangeri e Casablanca.
Il programma di sviluppo del sistema ferroviario del Marocco prevede sia progetti per nuove linee standard (2743 km), sia per linee ad alta velocità (1500 km).
Sono in fase di progetto nuove linee ad alta velocità:
- il prolungamento della Ligne Atlantique da Casablanca fino ad Agadir, passando per Marrakech ed Essaouira, entro il 2035;[58]
- Ligne Maghrébine: collegherà le città di Rabat e Oujda, passando per Meknès e Fès, entro il 2035.[59]

Per questi progetti sarà necessario un investimento di oltre 100 miliardi di dirham (circa 10 miliardi di euro).

### Trasporto aereo

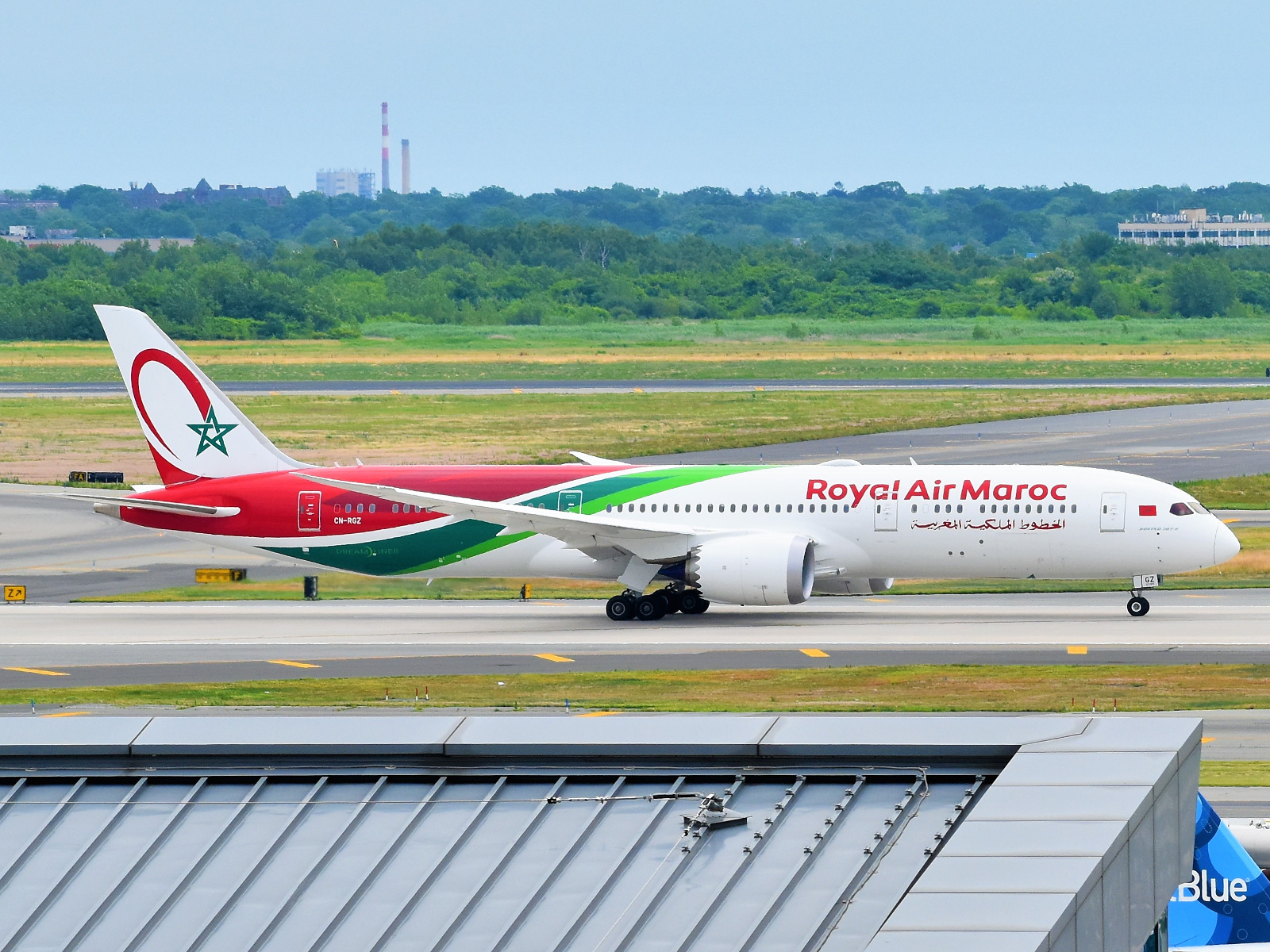
Un Boeing 787-9 di Royal Air Maroc.

Il trasporto aereo marocchino ha avuto negli ultimi anni un enorme sviluppo. Il Marocco dispone di 70 aeroporti, di cui 19 sono internazionali. L'Aeroporto Internazionale Mohammed V di Casablanca nel 2015 è stato il 4º aeroporto africano in termini di traffico e da essi una buona parte del traffico aereo (circa 200 voli al giorno) ha come destinazione o partenza gli aeroporti europei. Il Marocco nel 2016 è stato la quarta maggiore destinazione mondiale dei voli da e per gli aeroporti europei, dopo gli Stati Uniti, la Russia e gli Emirati Arabi Uniti, ed è stato anche il primo stato non europeo a essere pienamente integrato nelle strutture di lavoro di Eurocontrol, gestore della rete europea.
La compagnia aerea di bandiera, la Royal Air Maroc, è tra le maggiori compagnie aeree africane. Oltre alla Royal Air Maroc, il Marocco ha compagnie aeree private: RAM Express (filiale della Royal Air Maroc) e Air Arabia Maroc (una joint venture di Air Arabia).

### Trasporto marittimo

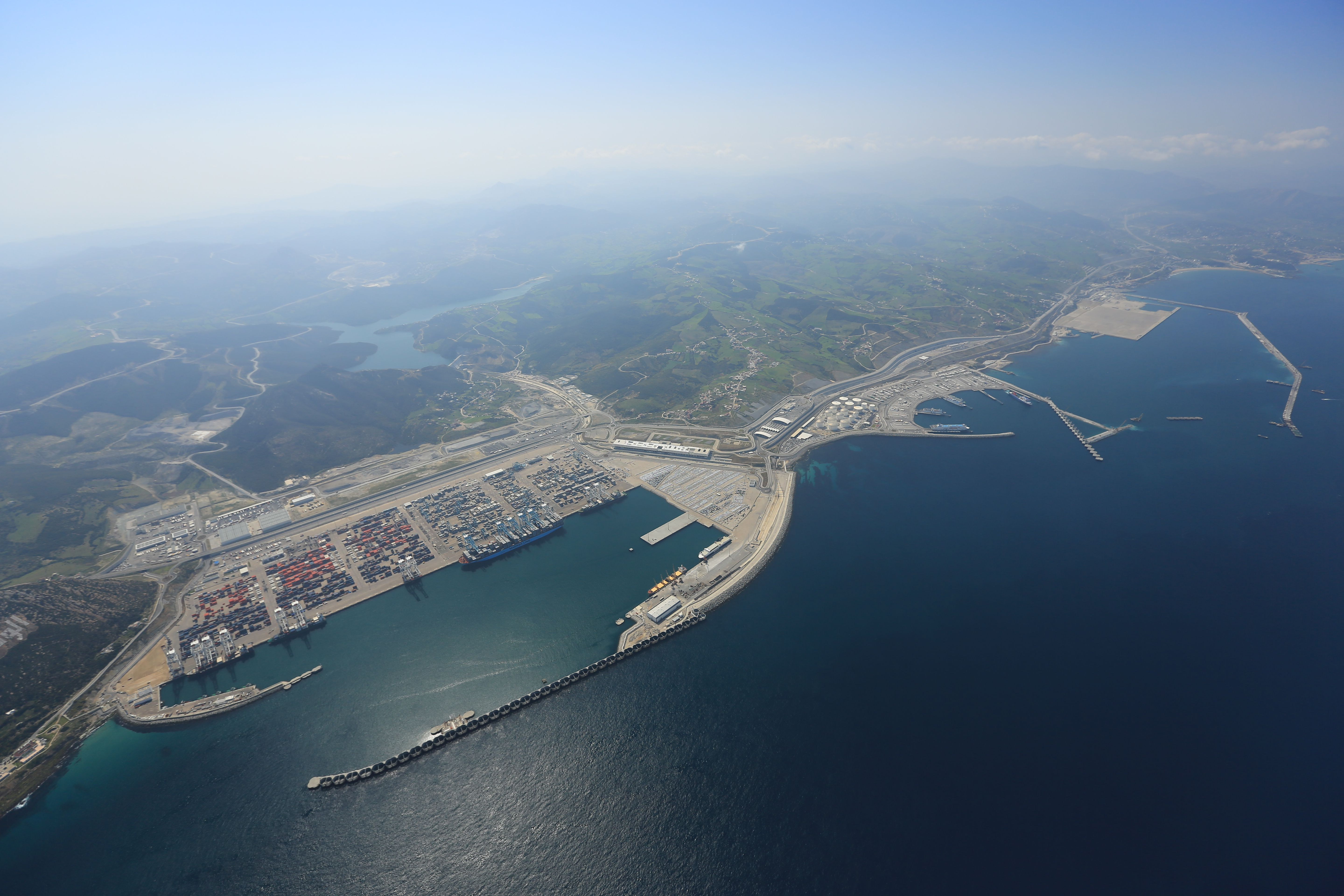
Porto di Tangeri Med.

Il Marocco è collegato con molti porti del Mar Mediterraneo da numerose linee di navigazione. I principali collegamenti sono dalla Spagna con i traghetti e gli aliscafi dai porti di Algeciras, Almería, Barcellona e Malaga a Tangeri, Nador, Melilla e Ceuta. Il porto di Tangeri Med, tra i più grandi del Mediterraneo e del continente africano, è collegato anche con la Francia da Sète e con l'Italia dai porti di Genova, Savona e Livorno.

## Sport
Lo sport è molto praticato in Marocco. Gli atleti marocchini, come la maggior parte degli atleti africani, sembrano essere vocati per le discipline di resistenza, soprattutto sul mezzofondo. Un esempio in tal senso è Hicham El Guerrouj, vincitore di due medaglie d'oro olimpiche ad Atene 2004 e più volte campione del mondo. La prima medaglia d'oro olimpica per il Marocco venne conquistata nell'atletica leggera, 400 metri ostacoli, da Nawal El Moutawakel, ai Giochi olimpici di Los Angeles 1984. Ma il Marocco ai Giochi olimpici vinse la sua prima medaglia olimpica nell'atletica leggera con Rhadi Ben Abdesselam, medaglia d'argento a Roma 1960.
Lo sport più seguito è il calcio. La nazionale di calcio del Marocco, i cui giocatori sono soprannominati "Leoni dell'Atlante", ha vinto una Coppa d'Africa (nel 1976), una Coppa delle nazioni arabe (nel 2012) e 2 Campionati delle nazioni africane (nel 2018 e nel 2020). È inoltre la prima nazionale africana e araba ad arrivare agli ottavi di finale nei Mondiali di calcio del 1986 e la prima squadra ad arrivare alle semifinali nel Campionato mondiale di calcio 2022. Tra i calciatori marocchini ricordiamo Ahmed Faras, capocannoniere della nazionale marocchina, selezionato dalla CAF come uno dei 200 giocatori africani più forti degli ultimi 50 anni, e Calciatore africano dell'anno 1975. Il Marocco è stato incaricato di ospitare le edizioni del 2013, 2014 e del 2022 della Coppa del mondo per club FIFA. Nell'edizione del 2013 la squadra campione nazionale, il Raja Casablanca, è arrivata a disputare la finale del torneo contro il Bayern Monaco, avendone un gran successo sia per la qualità della sede che per il gran successo della squadra marocchina.
Inoltre, per quanto concerne l'alpinismo, il 20 maggio 2013 Nacer Ibn Abdeljalil fu il primo marocchino a raggiungere la vetta del monte Everest

## Ambiente

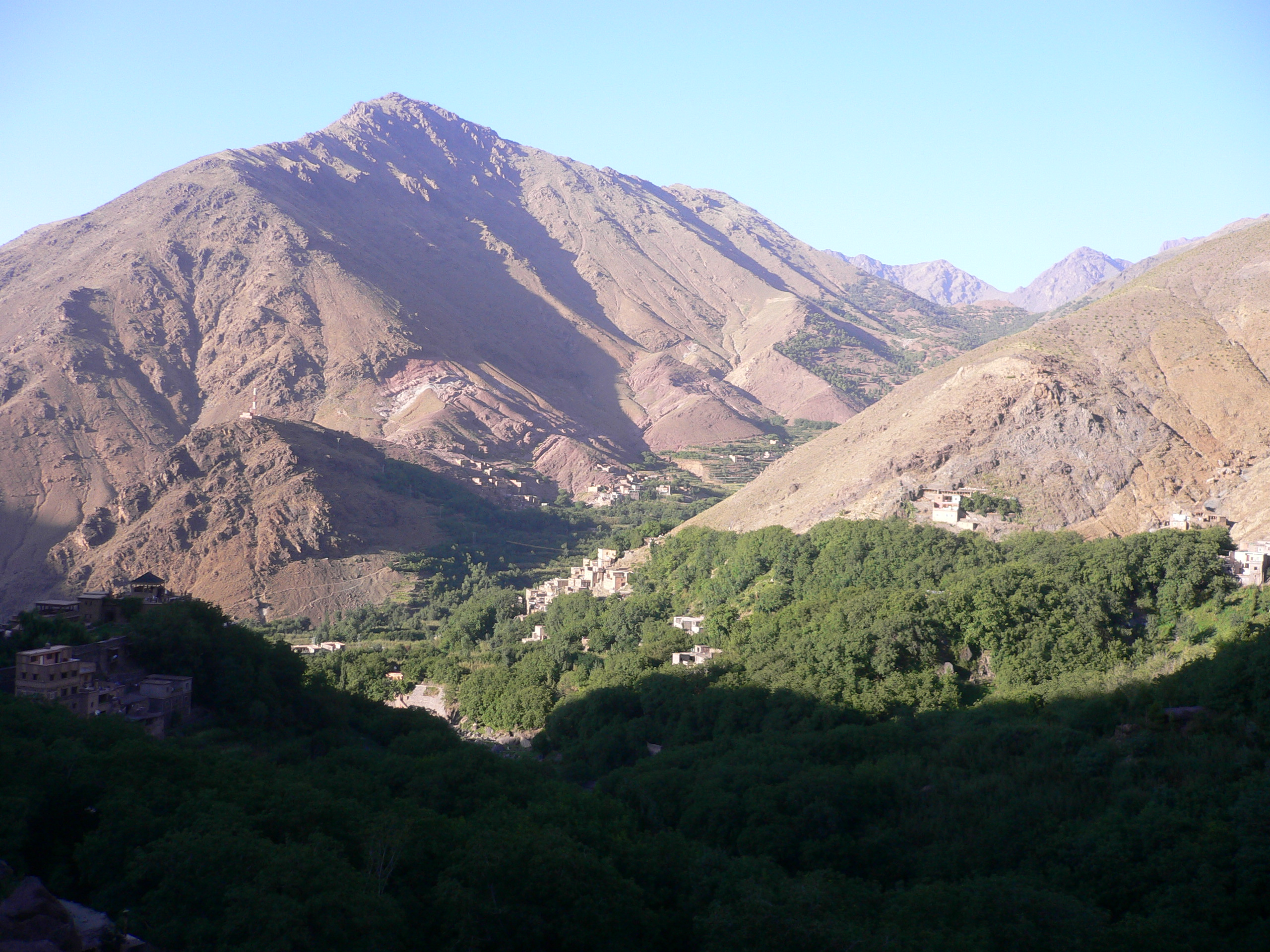
Il parco nazionale di Toubkal.

Sul territorio marocchino si sono estinte, nell'ultimo secolo concluso, varie specie animali: il leone berbero, l'alcelafo e lo struzzo per citare le più famose. L'Unione Internazionale per la Conservazione della Natura (UICN) indica che quasi la metà delle specie di uccelli sono minacciate nel Paese.
Il Marocco sta inoltre affrontando una crisi acuta di stress idrico, poiché il consumo della sua popolazione supera di gran lunga la quantità di acqua disponibile. Le sue risorse idriche pro capite si sono gravemente ridotte tra il 1960 e il 2019, passando da 2500 m³ pro capite all'anno a 500 m³ e trovandosi al 23º posto tra i paesi più minacciati dalla carenza d'acqua, secondo il World Resources Institute (WRI).
Con l'ascesa al trono di Muhammad VI la sensibilità e la politica ambientale nel Paese stanno progressivamente migliorando. Dai soli tre parchi che il Marocco aveva nel 1999, nel 2006 il conto sale a 10 e nel decennio successivo sale a 14; a questi si devono aggiungere quasi 150 "riserve biologiche".
Tra i parchi più famosi citiamo il parco nazionale di Toubkal, che è il più antico (istituito nel 1942) e il più alto (quota 4167 m s.l.m.), e il parco nazionale di Souss-Massa, a sud di Agadir, istituito nel 1991.
Rilevante è l'attività di conservazione di una pianta oleifera spontanea ed endemica dell'Ovest del paese, l'Argania spinosa, che ha assunto interesse economico, culturale e storico. Per preservare le popolazioni naturali di Argania dalla spoliazione dovuta alla sempre maggiore richiesta economica ne sono incoraggiati gli impianti e le coltivazioni specializzate.

## Cultura

### Arte
In ambito artistico tra i pionieri delle arti plastiche in Marocco ricordiamo la figura di Meki Megara.

### Architettura

#### Architettura religiosa

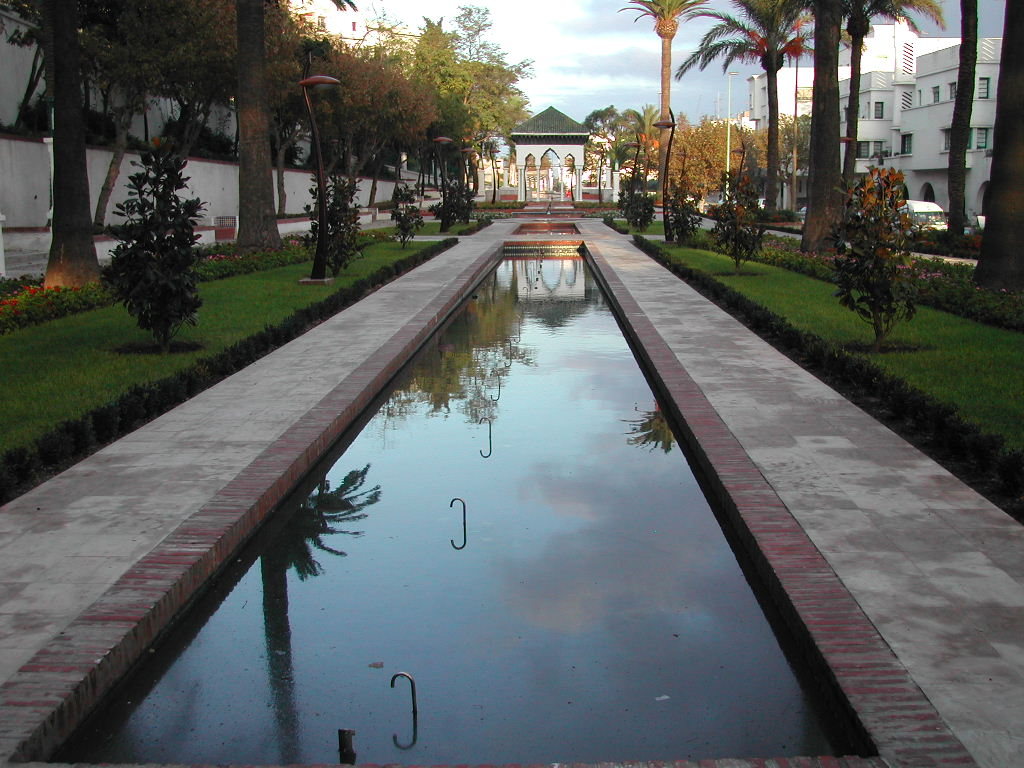
Riad Al Ochak, Tétouan, è una replica dell'Alhambra di Granada, esempio di Arte hispano-moresca, molto diffusa in Marocco

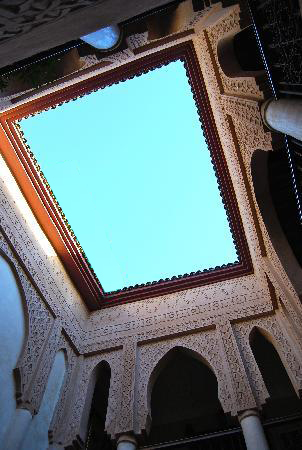
Riad Laksiba, Marrakech, altro esempio di architettura arabo-ispanica

Una delle più importanti manifestazioni dell'architettura marocchina è quella religiosa.
La moschea è l'edificio in cui i credenti di fede musulmana si trovano per la preghiera ed è costituita da elementi comuni e ricorrenti:
- Il sahn, ovvero il cortile con la vasca per le abluzioni (v Riad)
- il riwaq, ovvero il portico
- La muṣallā, ovvero la vera e propria sala dedicata alla preghiera
- Il miḥrāb, ovvero la nicchia posta nella parete a indicare la direzione della Mecca (qibla)
- Il minbar, ovvero il pulpito, presente nella moschea principale, da dove l'imam pronuncia il sermone
- Il minareto ovvero la torre, normalmente in Marocco a base quadrata, utilizzata dal muezzin per chiamare a raccolta i fedeli.

Un altro edificio oggetto dell'architettura religiosa è la madrasa, un edificio costruito spesso nei pressi di una moschea e in cui si insegnava la Sharīa (Legge islamica) e la teologia.
Alcuni elementi architettonici sono simili quelli di una moschea, come la vasca delle abluzioni e la sala delle preghiere, altri sono invece tipici, come la galleria, al piano superiore, costruita intorno al cortile con le celle ospitanti gli studenti. Le decorazioni solitamente sono impreziosite dal frutto del lavoro di abili artigiani che hanno utilizzato mattonelle (zullayj, o Zellige) e stucchi "a stalattite" Muqarnas.

#### Architettura urbana

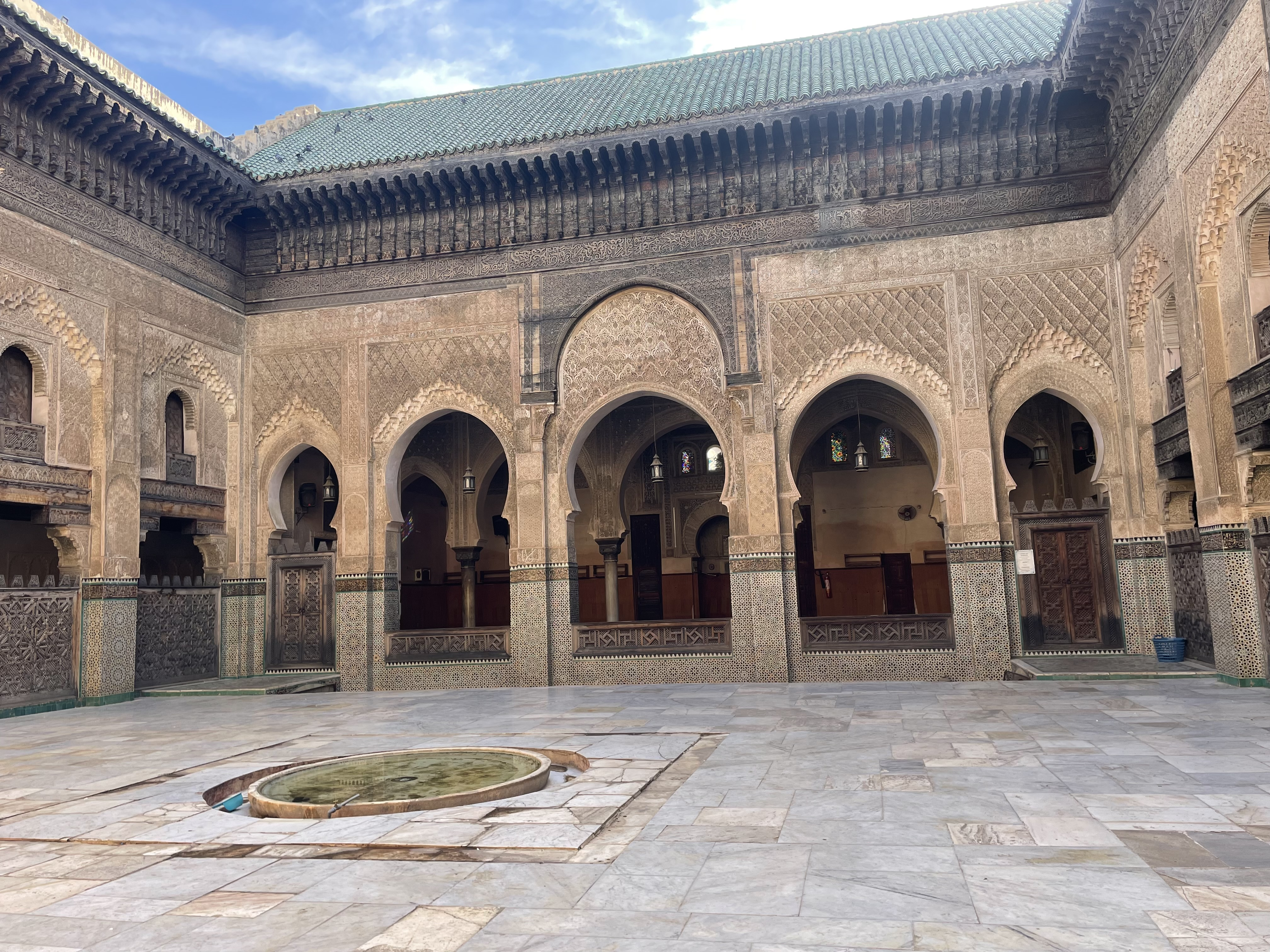
Il cortile della Madrasa Bou Inania di Fès, costruita tra il 1351 e il 1356 dal sultano Abu Inan Faris.

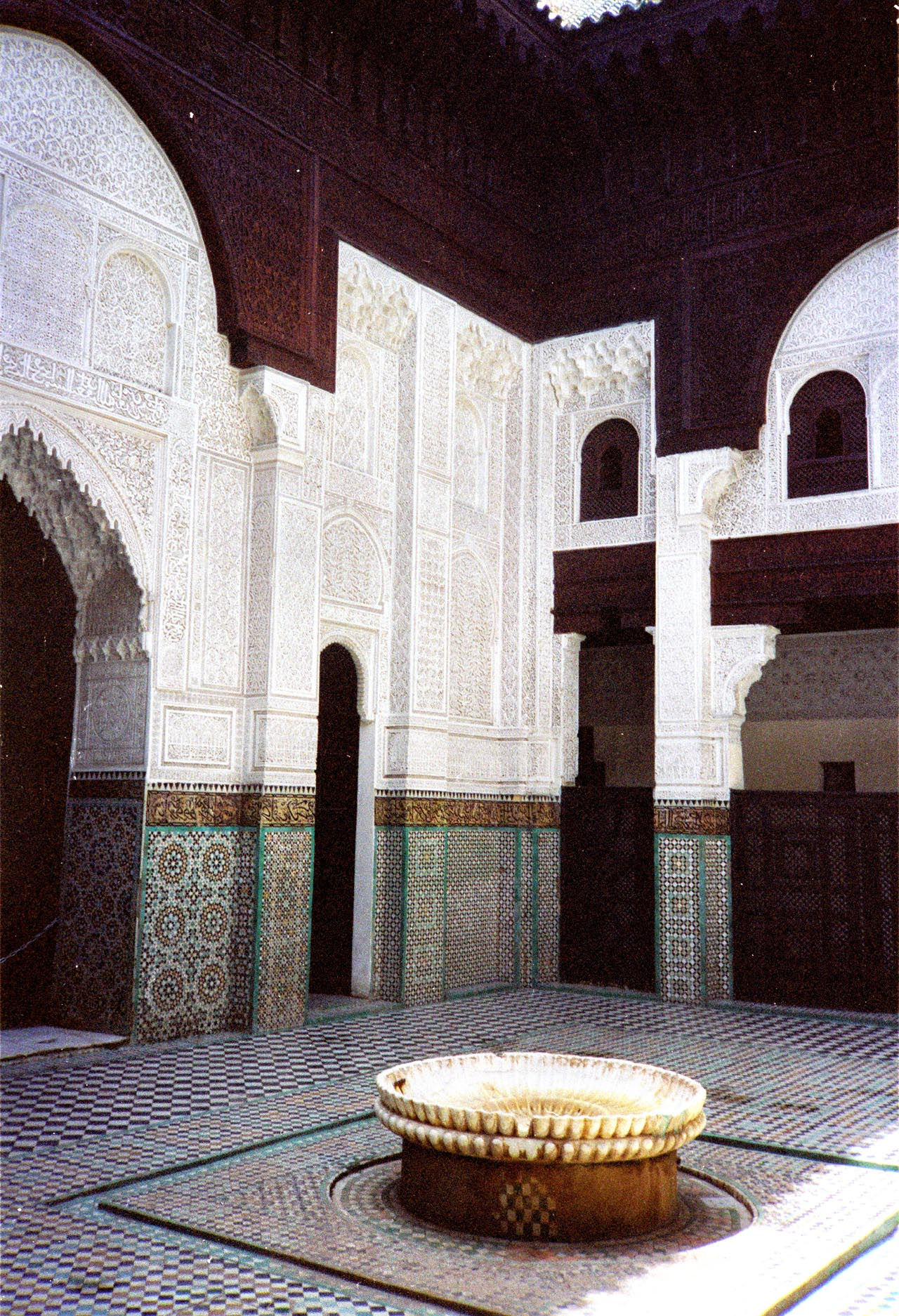
Interno della Madrasa Bou Inania di Meknès, costruita nel 1350 dal sultano Abu Inan Faris.

Oltre all'architettura religiosa occorre anche citare l'architettura urbana con il suq (o bazar) che, anche se a una prima vista può sembrare una costruzione di case senza criterio, in realtà è costruito secondo criteri caratteristici dell'architettura urbana dell'Africa settentrionale.
La struttura prevede un intreccio di vie alternativamente coperte per permettere di mantenere il clima al suo interno fresco e aerato. Il riferimento del suq è la moschea e intorno a essa si sviluppano i vari negozi con una rigorosa gerarchia dettata dalla merce posta in vendita. Pertanto si va dai negozi di candele e di oggetti di culto in generale, prossimi alla moschea, per passare via via allontanandosi, ai librai, ai merciai e per finire, nei pressi delle mura, i negozi utili ai carovanieri.

#### Architettura berbera

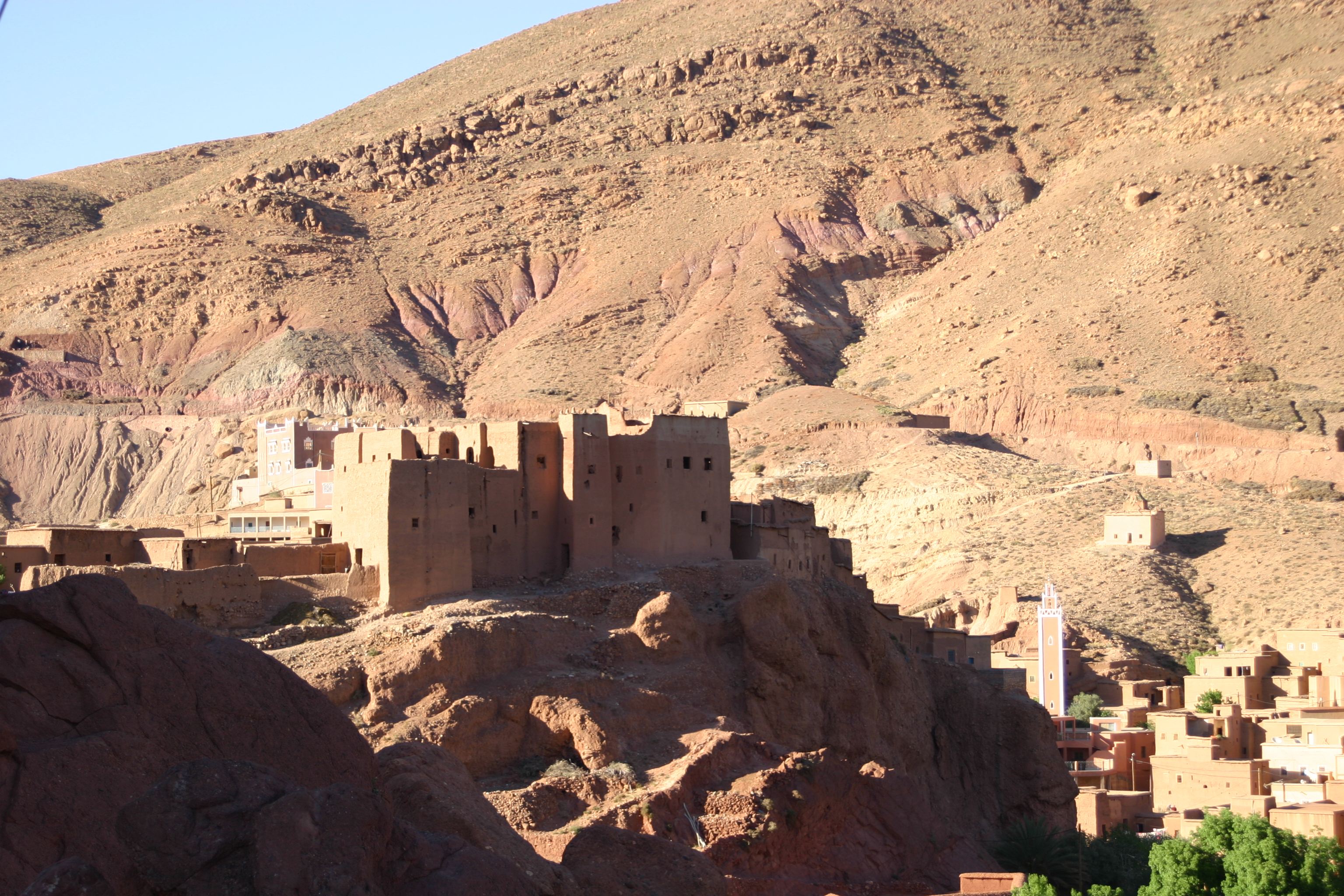
Qasba Taorirt, Ouarzazate.

Un discorso specifico va fatto a proposito di quella che è stata chiamata "architettura berbera", che si esprime nel ksar e nella qasba (o kasbah).
Il ksar è un villaggio fortificato cinto da un muro con quattro torri con una sola entrata che porta alla via principale centrale normalmente coperta. Il muro di cinta risulta di terra nella parte inferiore mentre è di mattoni nella parte superiore dove finestre strette e lunghe consentono nel contempo l'ingresso della luce e una buona difesa da potenziali nemici.
La qasba, simile al ksar, è una struttura più urbana dai colori intensi e dalle torri decorate modellandone l'impasto.

#### Il Riad
Per Riad si intende anche una particolare costruzione, nei tempi antichi generalmente a difesa, con pianta non circolare e giardino o "cortile" interno a cielo aperto: vi sono infatti fontane e fonti, anche riscaldate. Gli appartamenti, le varie sale e stanze necessari o conviviali sono quindi di cinta attorno a costituire, con arcate o archi, un edificio abitabile, talvolta con agio e comodità non sempre possibili.
Pare che la tradizione storica risalga, sin dall'antichità, appunto per proteggere oasi quando le sorgenti erano rare o poco fluenti.

### Patrimoni dell'umanità

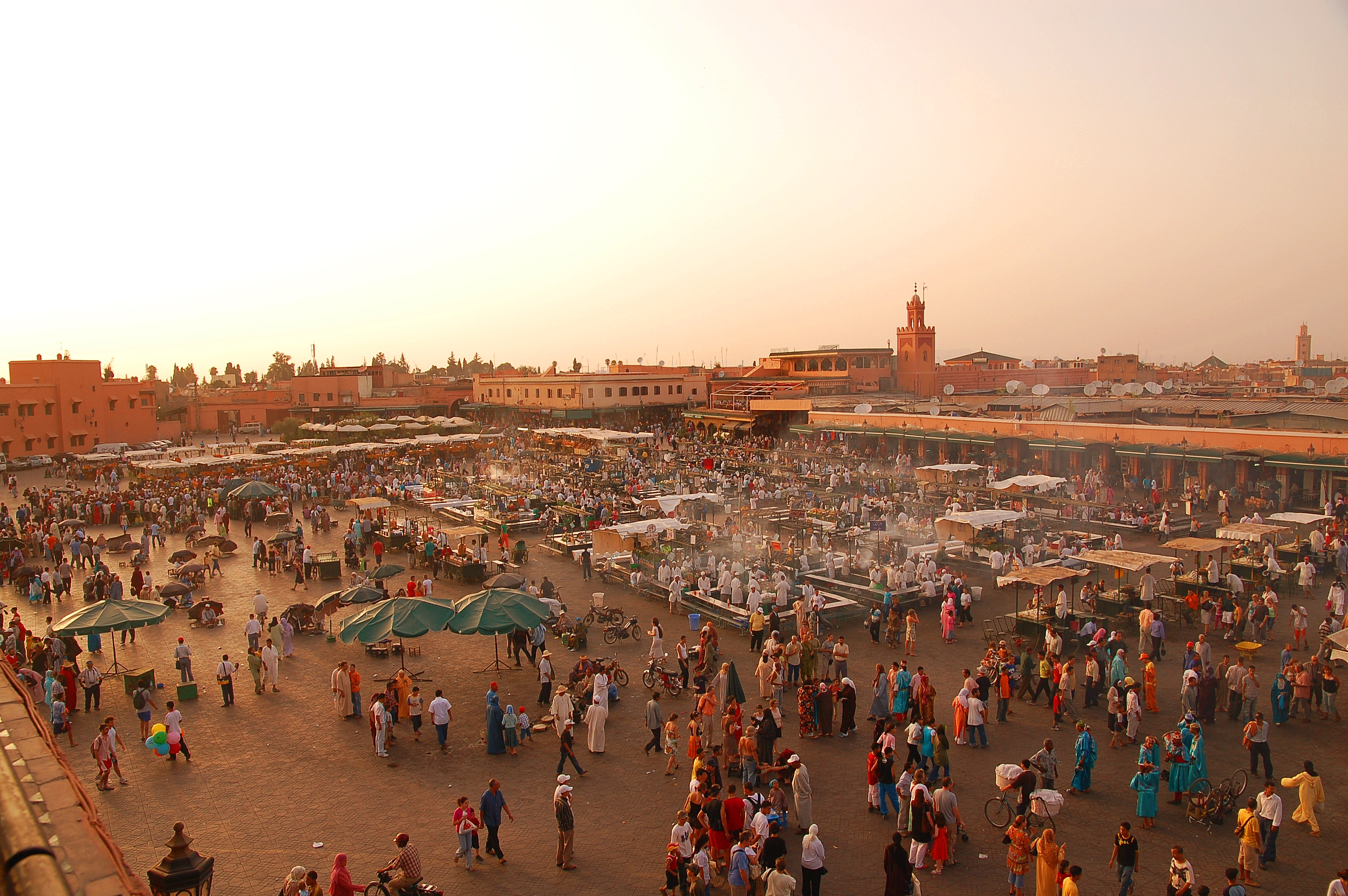
La piazza Jāmaa el-Fnā a Marrakech.

I siti di interesse culturale protetti dall'UNESCO sono:
- Dal 1981 - Medina di Fès
- Dal 1985 - Medina di Marrakech
- Dal 1987 - Ksar di Ait-Ben-Haddou
- Dal 1996 - Città storica di Meknès
- Dal 1997 - Sito archeologico di Volubilis
- Dal 1997 - Medina di Tétouan (già nota come Titawin)
- Dal 2001 - Medina di Essaouira (l'antica Mogador)
- Dal 2004 - Città fortificata portoghese di El Jadida (l'antica Mazagan)
- Dal 2012.. - Rabat, capitale moderna e città storica: un'eredità condivisa

### Mitologia
Tipiche figure della mitologia marocchina sono Lalla Malika, spirito benvoluto e Aisha Kandisha, tipico spirito temuto del folclore marocchino. Altra tipica creatura, citata anche nel Corano, viene chiamata Jinn.

### Letteratura

#### Poeti
Molti i poeti nel periodo medioevale, soprattutto sotto la dinastia Merinide.
Tra i poeti marocchini più noti c'è Muhammad Awzal, un poeta religioso berbero vissuto nel '600.

#### Scrittori
Tra gli scrittori la cui fama è giunta fino in Europa possiamo ricordare:
- Tahar Ben Jelloun, nato nel 1944 a Fès, è uno scrittore franco-marocchino, impegnato nella lotta contro il razzismo. Riporta nei suoi romanzi i racconti, le leggende, i riti dell'area del Maghreb africano e gli antichi miti ancestrali;
- Mohamed Choukri (1935-2003), a volte indicato come Muhammad Shukri, è stato uno scrittore marocchino d'origine berbera, per due volte candidato al Premio Nobel per la letteratura;
- Fatema Mernissi (1940-2015), oltre che scrittrice, è stata docente di sociologia all'Università Mohammed V di Rabat e studiosa del Corano.

### Viaggi ed esplorazioni

#### Esploratori

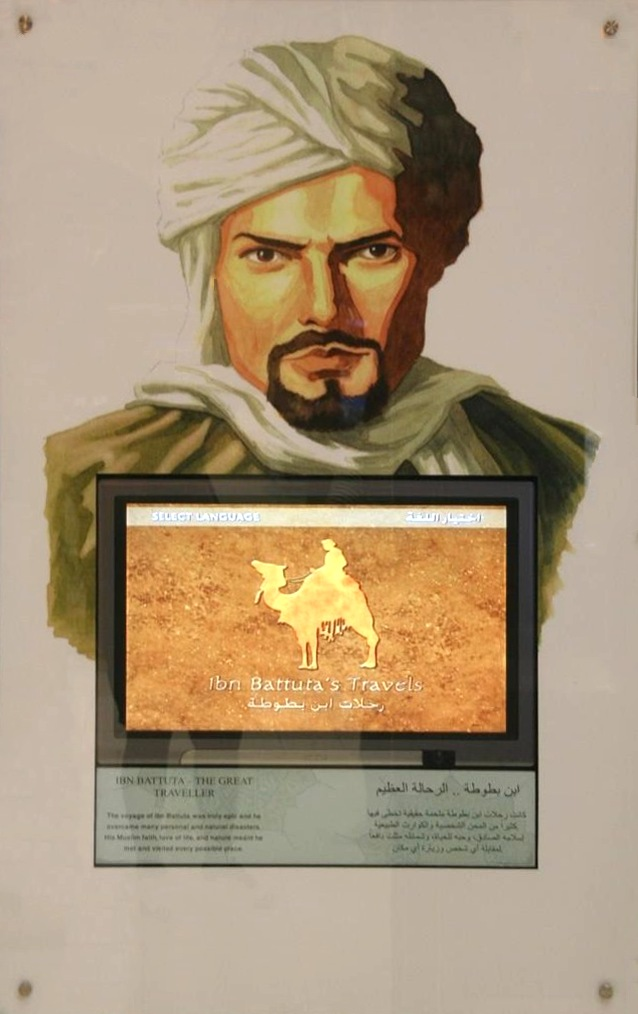
Ibn Battuta, tra i massimi viaggiatori di tutti i tempi.

Nell'ambito dei viaggi ed esplorazioni il Marocco ha una figura molto importante come quella di Ibn Battuta (1304-1368/1369), che fu anche giurista e storico: i suoi viaggi in Africa e Asia, e la sua opera maggiore, la Riḥla (Viaggio), sono molto conosciuti anche in ambito internazionale.

#### Satelliti nello spazio
- 10 dicembre 2001: viene lanciato Maroc-Tubsat, il primo satellite del Marocco[66]
- 8 novembre 2017: viene lanciato il satellite Mohammed VI-A[67]
- 21 novembre 2018: viene lanciato il satellite Mohammed VI-B[68]

In ambito spaziale ricordiamo la figura di Asmaa Boujibar, prima donna marocchina alla NASA.

### Musica

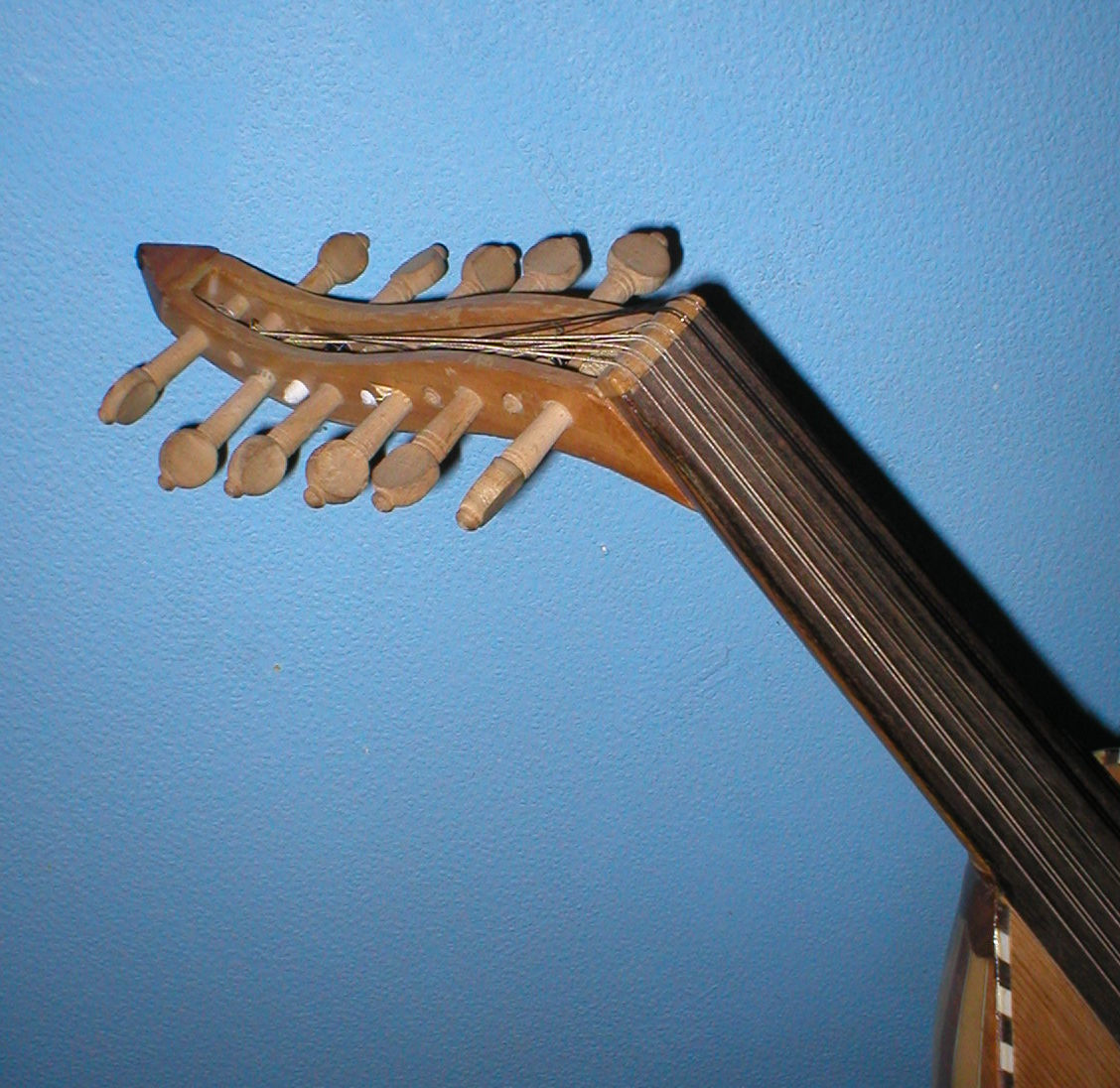
Dettaglio di un oud

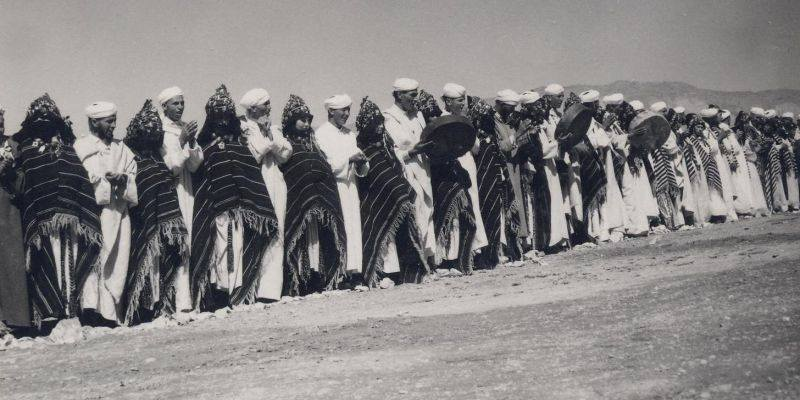
Ahidous nel 2002.

#### Musica arabo-andalusa (Al-Âla)
In Marocco la musica classica, sia che sia strumentale o vocale, è chiamata arabo-andalusa, per via del suo sviluppo attorno all'anno 1000 nella Spagna islamica. Le composizioni, in buona parte, sono organizzate in cinque movimenti dal diverso metro. Nella sua composizione l'orchestra presenta strumenti a corda come il rebab, uno strumento ad arco che viene considerato parte della famiglia dei liuti, l'oud, uno strumento cordofono a manico corto anche questo membro della famiglia dei liuti, il qanun, cetra trapezoidale con numerosi cori di corde tesi su un piano armonico di pergamena, il violino e vari strumenti a percussione. Inoltre una tipica forma musicale sorta in Marocco è rappresentata dal Malhun.
Tra le cantanti marocchine che si sono distinte nel corso del XX secolo spicca Zohra Al Fassiya e nel XXI secolo Ahmed Chawki.

#### Reggada
La Reggada (in berbero: ⴰⵔⴳⴳⴰⴷⴰ, oppure Imdiyazen) è un genere musicale marocchino originario della provincia di Berkane, più precisamente della città Ain Reggada (regione di Oujda). Gli strumenti utilizzati sono: Adjoun, Tamja, Galal, Ghaita e Zamar.

#### Dakka Marrakchia
La Dakka Marrakchia (o più semplicemente dakka, anche detta dekka, daqqa o deqqa) è una forma musicale rituale e folcloristica, tipica della città di Marrakech.

#### Ahidous
L’ahidous (in berbero: ⴰⵃⵉⴷⵓⵙ, aḥidus) è una danza tradizionale praticata dalle tribù berbere del Medio e Alto Atlante, in cui uomini e donne, affiancati gomito a gomito, formano linee morbide e ondeggianti, accompagnandosi con canti (in berbero izli, plurale izlan) al ritmo del bendir.

#### Gnawa
Con musica gnawa (o gnaoua) ci si riferisce in genere ad una peculiare sonorità tradizionale praticata dai Gnawa, un gruppo etnico discendente dagli schiavi neri subsahariani.

#### Hait
Il Hait (o Hayt) è una musica tradizionale di gran espressione corporale ed un marcato ritmo creati principalmente con flauti e tamburi come il darbuka.

### Abbigliamento
Una tipica tunica del Marocco, generalmente di colore blu, viene chiamata Gellaba.

### Gastronomia

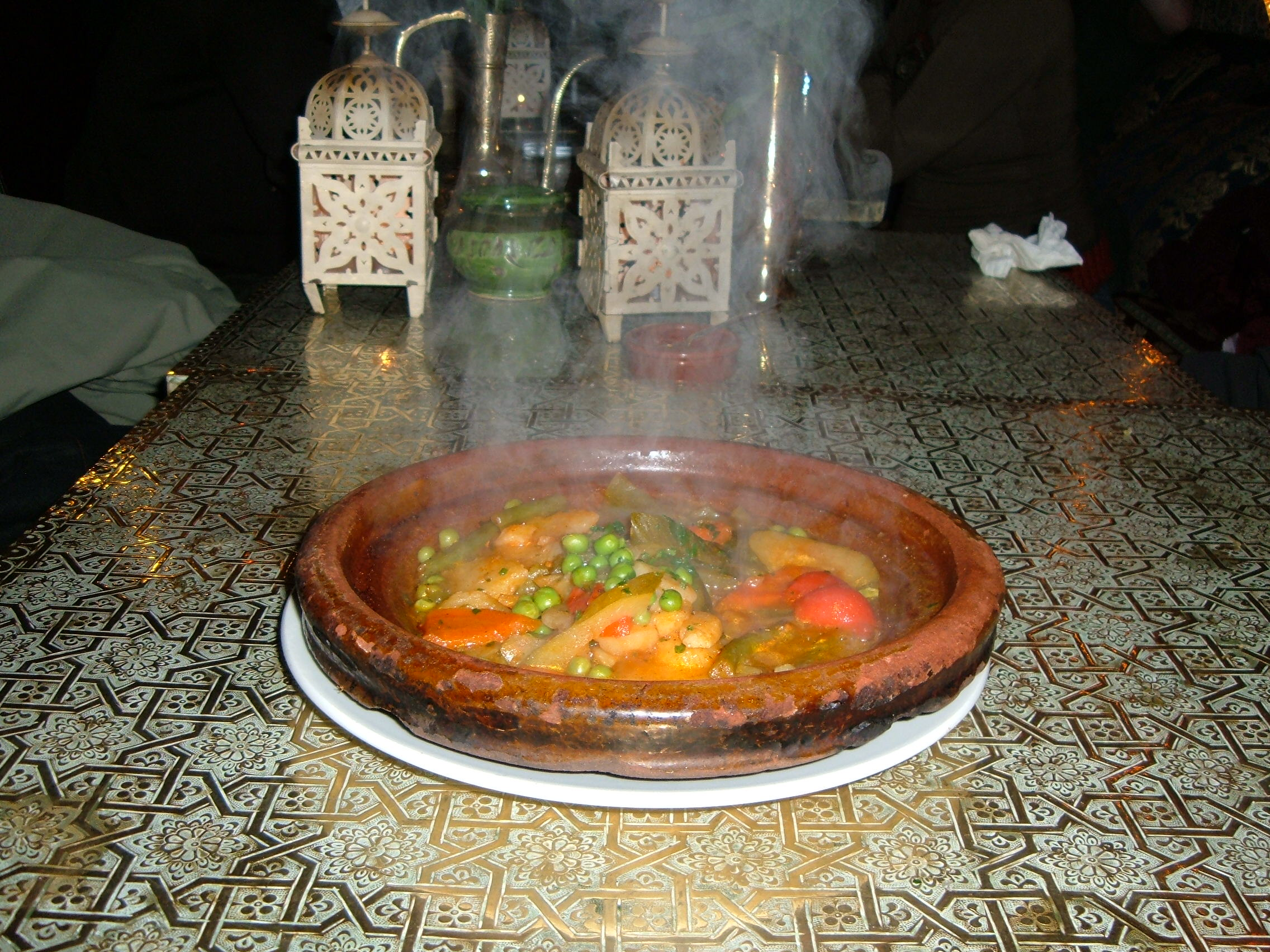
Un tajine vegetariano.

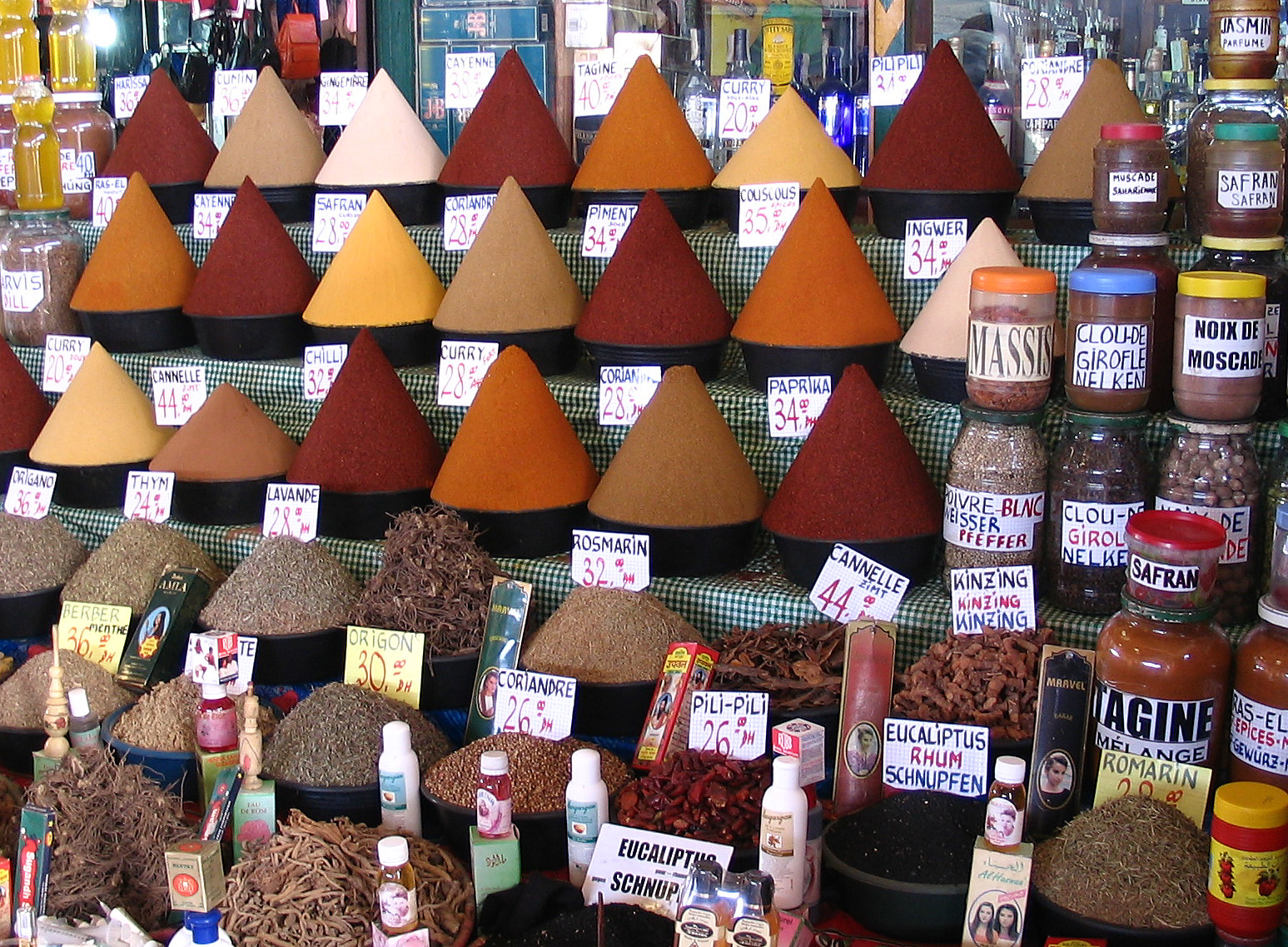
Spezie che si vendono al suq

La cucina marocchina è estremamente varia, grazie all'interazione con altre culture e nazioni nei secoli. La cucina marocchina ha come base, secondo molte leggende, il cibo tipico dei nomadi (pecora, verdure e datteri) ed è soggetta a influenze berbere, mediterranee, arabe e francese e si differenzia in base alla regionalità che va dal nord al sud, dalla costa all'entroterra, dalle zone montane al deserto.
I piatti che ne derivano sono un concentrato di vari sapori che vanno dal dolce al salato. In un piatto unico è possibile trovare carne, frutta e verdura, condita anche con dello zucchero.
Tipici piatti sono il tajine, il couscous, la pastilla, la harira e i merguez (salsicce di carne bovina o ovina).
Il Marocco è molto ricco di varie spezie, tra i quali l'harissa.
Lungo la costa è possibile gustare sia crostacei come l'astice, l'aragosta e i gamberoni sia altri tipi di pesce come sardine e sogliole.
In ogni strada è facile imbattersi in venditori di fichi d'India e datteri ma anche asparagi selvatici.
Mandorle, miele e zucchero sono la base di molti dolci marocchini: tipici dolcetti sono le "corna di gazzella" dove la pasta di mandorle si mescola con l'estratto dei fiori d'arancio. È possibile trovare anche ottima pasticceria con cioccolata nonché biscotti caratteristici oltre a differenti varietà di croccantini.
Dolce tradizionale è la "pastilla au lait" con sfoglie, una crema di latte, mandorle tritate e, talvolta, estratto di rose e cannella. Assai prelibata è la crema dolce di Argan.
La bevanda tipica del Marocco è il tè alla menta o con gelsomino che hanno anche un tipico rito di preparazione.

### Cinema
In ambito cinematografico importanti riconoscimenti internazionali sono andati a film come Il caftano blu (2022), della regista Maryam Touzani, film entrato, nel 2023, nella Short-list dei nove candidati per l'Oscar al miglior film straniero, o ancora Les Chevaux de Dieu (2012) diretto da Nabil Ayouch. Altri registi noti Jillali Ferhati e Daoud Aoulad-Syad. Nel 2012 un film marocchino Omar m'a tuer diretto dal regista Roschdy Zem è entrato nella Short-list dei nove candidati per l'Oscar al miglior film straniero

### Televisione
Il principale canale pubblico di iniziativa privata è 2M, un canale dedicato alla curiosità, all'intrattenimento e all'informazione e alla conoscenza.
Mentre la società pubblica SNRT offre i seguenti canali:
- Aflam Assabiâa, canale dedicato al cinema internazionale e al cinema marocchino;
- Al Aoula, primo canale marocchino per fondazione e secondo per ascolti;
- Al Maghribiya, canale dedicato ai marocchini residenti all'estero;
- Arrabia, canale dedicato alla cultura e all'educazione per i ragazzi;
- Arryadia, canale dedicato allo sport;
- Assadissa, canale dedicato alla cultura e alla religione islamica;
- Laayoune TV, canale dedicato alla cultura Sahrawi;
- Tamazight TV, primo canale dedicato alla cultura berbera.

### Festività
Il calendario islamico è lunare pertanto le festività islamiche non hanno giorni stabiliti per tutti gli anni. Le principali sono:
- ʿĪd al-aḍḥa
- ʿĪd al-fitr
- Ramadan (mese celebrativo e dedicato al digiuno)
- Mawlid (giorno di nascita di Maometto, che ricorre il 12 del mese lunare di Rabi' al-awwal)

Mentre le feste nazionali sono:
| Data        | Nome                                     | Significato |
| ----------- | ---------------------------------------- | --- |
| 1º gennaio  | Capodanno                                | Celebrazione internazionale dell'inizio di un nuovo anno |
| 1º maggio   | Festa del Lavoro                         | Ricorrenza internazionale della festa dei lavoratori |
| 30 luglio   | Festa del trono                          | Giorno dell'incoronazione del Re Mohammed VI, nel 1999 |
| 20 agosto   | Rivoluzione del re e del popolo          | A seguito dell'esilio in Corsica, su obbligo della Francia, di Re Mohammed V e della sua famiglia, nel 1953                                                                                         |
| 21 agosto   | Festa della Gioventù                     | Festività dedicata ai giovani, componente rilevante del paese, coincidente con la celebrazione del compleanno di Re Mohammed VI                                                                     |
| 6 novembre  | Anniversario della Marcia verde del 1975 | A seguito della marcia che ha varcato il confine del Sahara Occidentale, conteso in quel periodo, con la Spagna                                                                                     |
| 18 novembre | Festa dell'Indipendenza (عيد الاستقلال)  | Giorno dell'intronizzazione e del discorso del Re Mohammed V, ritornato dall'esilio con la sua famiglia due giorni prima, nel 1955, che segna la fine dei protettorati francese e spagnolo nel 1956 |